# スティーブン (イングランド王)
スティーブン（英語:Stephen、1092年または1096年 - 1154年10月25日）とは、12世紀のイングランド王（治世:1135年12月22日 - 1154年）、ノルマンディー公（在位:1135年 - 1144年）である。また、先のブローニュ伯の娘との婚姻より（en:jure uxoris）ブローニュ伯（治世:1125年 - 1147年）をも兼任した。彼の治世は従兄であるマティルダとの内戦が原因で発生した無政府時代によって特徴づけられる。この内戦の後、スティーブンの王位はマティルダの息子ヘンリー2世によって継承され、アンジュー帝国の始まりとなった。
スティーブンはフランス（カペー朝）中央部に位置するブロワ伯国で生まれた。父はブロワ伯エティエンヌ2世、母はウィリアム征服王の娘アデルである。父はスティーブンが幼少の頃に十字軍遠征中に戦死し、スティーブンは母によって育てられた。母は彼を叔父であるヘンリー碩学王の宮廷に送り、スティーブンはそこで次第に影響力を持つようになり、多くの領地を与えられた。彼はブローニュ伯の娘マティルドと結婚し、ケントおよびブローニュに広大な領地を相続し、夫妻はイングランドで最も裕福な貴族の一人となった。
スティーブンは1120年に発生したホワイトシップ号沈没事件ではヘンリー1世の息子であるウィリアム・アデリンとともにホワイトシップ号に乗船していたが、辛うじて溺死を免れた。しかし王子ウィリアムは溺死してしまい、彼の死によりイングランド王位の継承は不確実なものとなった。1135年にヘンリー1世が死去すると、スティーブンは急ぎイングランド海峡を渡り、弟であるヘンリー・オブ・ブロワおよびグラストンベリー修道院長の支援を受けて王位を主張した。スティーブンは、ヘンリー1世の娘であるマティルダの王位請求を支持するという過去の誓約よりも、王国の秩序維持が優先されるべきだと主張した。
スティーブンの治世初期は概ね成功を収めたが、王国はスコットランド王デイヴィッド1世、ウェールズの反乱勢力、およびマティルダの夫であるアンジュー伯ジョフロワ5世といった外部からの攻撃を受けた。1138年、マティルダの異母兄であるグロスター伯ロバートが反乱を起こし、内戦の危機が生じた。スティーブンはこの反乱に対し、側近のウスター伯ウォレランと共に強硬な姿勢を取り、有力な聖職者の一族を逮捕するなどの対策を講じた。しかし、1139年にマティルダとロバートがイングランドに侵攻すると、スティーブンはこれに素早く対応できず、反乱はイングランド南西部に広がった。1141年、スティーブンはリンカーンの戦いで捕虜となり、多くの支持者に見放された上にノルマンディーの支配権を失った。彼は、マティルド妃と王配下の軍司令官であるギヨーム・ド・イープルがウィンチェスター城の戦いでロバートを捕虜とすることで解放されたが、その後も戦争は長期化し、決定的な勝利を得ることができなかった。
スティーブンは息子のウスタシュを王位後継者とすることに強くこだわった。彼はイングランドのカトリック教会にウスタシュを戴冠させるよう説得しようとしたが、ローマ教皇エウゲニウス3世に拒否され、聖職者との対立が深まった。1153年、マティルダの息子アンリ（ヘンリー）がイングランドに侵攻し、有力な地方貴族の支持を得て王位を主張した。両軍はウォリングフォード城で対峙したが、双方の貴族は決戦を望まなかった。スティーブンは和平交渉を模索し始めたが、その矢先にウスタシュが急死した。最終的に1153年末、スティーブンとヘンリーはウィンチェスター条約を締結し、スティーブンはヘンリーを後継者として認める代わりに和平を得ることとなった。この決定により、スティーブンの次男ギヨームは王位継承者から除外された。スティーブンは翌年死去した。現代の歴史家たちは、彼の個性、外的要因、あるいはノルマン朝国家の脆弱性が、この長期にわたる内戦の原因となったのかについて議論を続けている。

## 若年期 (1097年–1135年)

### 幼少期

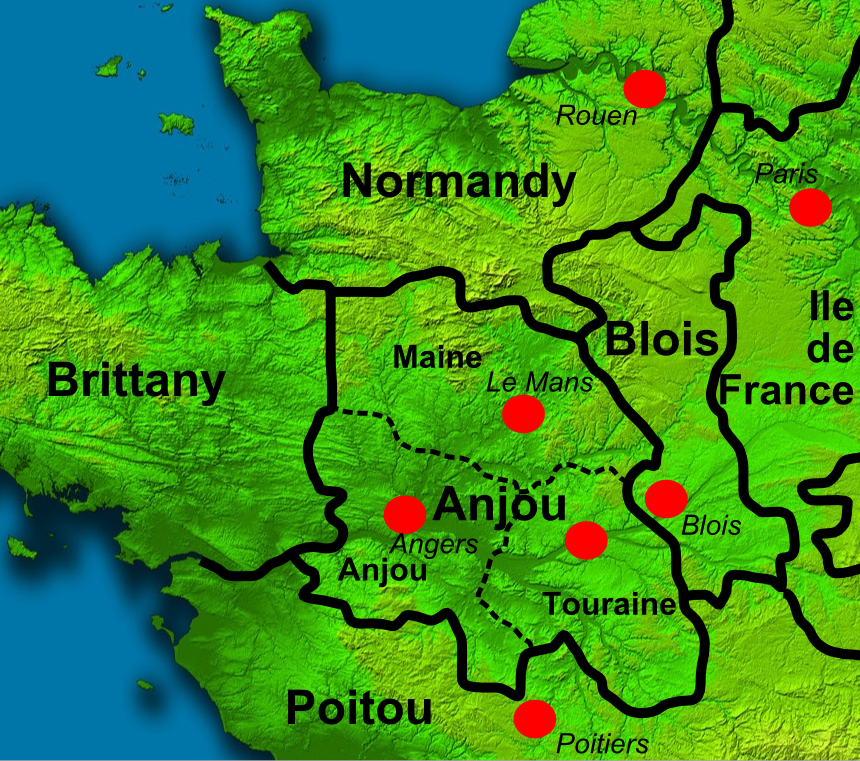
スティーブンの生誕当時の北フランス

スティーブンは、フランス中部のブロワで1092年または1096年に生まれた。彼の父は、フランスの有力貴族であり、積極的に第1回十字軍に参加したブロワ伯エティエンヌ2世であったが、スティーブンが10歳になる前に亡くなった 第1回十字軍で目的を果たすことなく帰還したことにより、エティエンヌは臆病者の評判を得た。そして1101年に名誉を回復するため再びレヴァントへ向かったが、ラムラでの戦いで戦死した。。
スティーブンの母は、ウィリアム征服王とマティルダ王妃の娘アデルで、彼女は同時代の人々から敬虔で強い個性の持ち主として知られていた。 事実、エティエンヌ伯が1101年に再びレヴァントへ向かった大きな要因の一つはアデラであった。彼女はスティーブンの成長期において強い影響を与えた人物であり、息子がイングランド王として即位するのを見ることになるが、その翌年に亡くなった。 
12世紀のフランスは、王の統制が極めて弱い、伯爵領や小規模な領地の集合体であった。フランス王の権力は、イル＝ド＝フランス地域圏と呼ばれる豊かな地域の支配に基づいていたが、これはスティーブンの故郷であるブロワ伯領の東側に位置していた。ブロワ伯国は西側ではメーヌ伯国、アンジュー伯国、トゥーレーヌ伯国の3伯領と接し、北部では、1066年にイングランドを征服したウィリアム征服王の出身地であるノルマンディー公国と国境を有していた。そしてウィリアム王の子供たちは、いまだにイングランド＝ノルマンディーの遺産を巡って争っていた。この地域の統治者たちは、言語は異方言ながらも共通し、同じ宗教を信仰し、互いに親族関係を持つ者が多かった。しかし彼らはまた、価値ある領地やそれを支配する城を巡り、絶えず競争し、戦いを繰り広げていた。 
スティーブンには少なくとも4人の兄弟と1人の姉妹、さらに2人の異母姉妹がいた可能性がある。長兄はギヨームという人物であり、本来ならばブロワとシャルトルを相続するはずだった。しかし、彼は知的障害があったと考えられ、アデルは代わりに次男であるティボーにブロワ伯領を継がせた。もう一人の兄オドは10代前半という若さで亡くなっていたとされる。  
またスティーブンにはヘンリーという名の弟もおり、おそらく4歳年下であったとされる。兄弟たちは緊密な関係を持ち、アデルはスティーブンを封建領主や騎士として育てる一方で、ヘンリーを聖職者の道へ進ませることで、兄弟間の競争を回避しようとした可能性が考えられている。通常とは異なり、スティーブンは親戚の宮廷に送られず、母の家で育てられた。彼はラテン語を学び、騎乗術の訓練を受け、家庭教師であるノルマン人ウィリアムから、歴史や聖書物語を学んだ。

### ヘンリー1世との関係

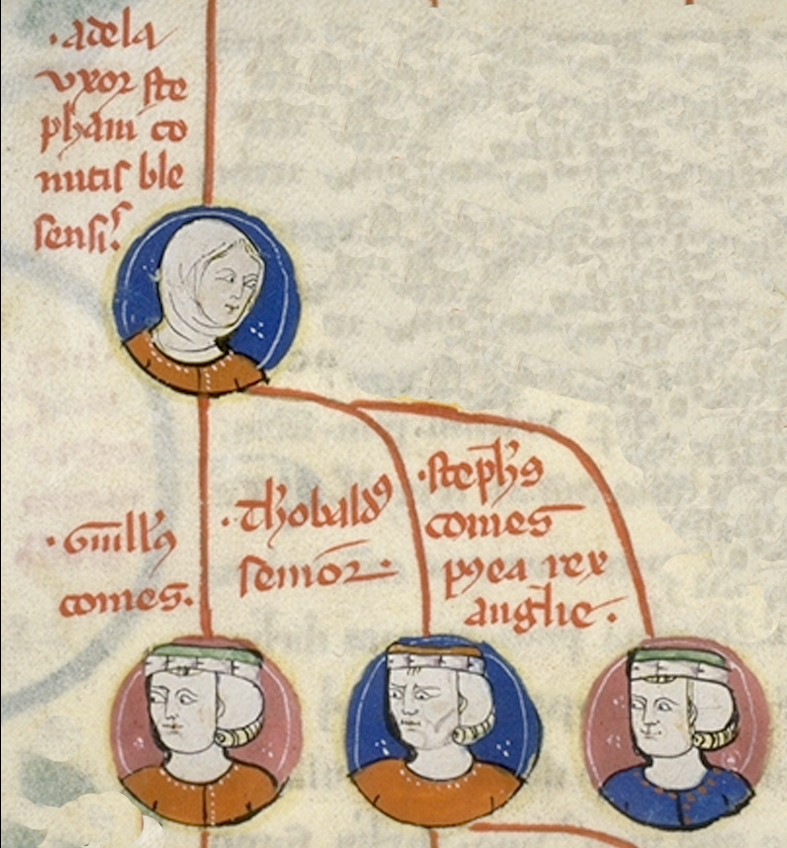
14世紀に描かれたスティーブンの家系図。上に彼の母であるアデル、左から順にギヨーム (シュリー伯)、シャンパーニュ伯ティボー2世、スティーブンが描かれている。

スティーブンの幼少期は、彼の叔父であるヘンリー1世との関係によって大きく影響を受けた。ヘンリーは、兄であるウィリアム2世の死後にイングランドの王位を掌握した。1106年、ヘンリーはノルマンディー公国に侵攻し、兄ロベール短袴公率いるノルマンディー軍をタンシュブレーの戦いで破り、ノルマンディーを掌握した。その後、ヘンリーはフランス王ルイ6世と対立することとなった。ルイ6世はこの機会を利用し、ロベールの息子であるギヨーム・クリトンをノルマンディー公として擁立した。
ヘンリーはこれに対抗し、フランス西部の伯爵たちと同盟関係を結ぶことでルイ6世と対峙し、結果的にこの地域ではスティーブンの幼少期を通じて紛争が続くこととなった。 そこでアデルとティボーはヘンリーと同盟を結び、スティーブンの母アデラは息子をヘンリーの宮廷に預けることを決めた。1111年以降、ヘンリーはロベール・ド・ベレーム率いる反乱軍がヘンリー王に対して反乱を起こしていたノルマンディー地域で軍事作戦を展開した。スティーブンは1112年の軍事作戦の際にヘンリー王に随行していたと考えられ、そこでヘンリーから騎士号を授けられた。さらに、1113年に国王がサン＝テヴルー修道院を訪れた際、スティーブンも宮廷に同行していた。スティーブンがイングランドを初めて訪れたのは、おそらく1113年または1115年であり、ヘンリーの宮廷の一員としてであったと考えられている。
ヘンリーはスティーブンの有力な後援者となり、彼を支援することを決めた理由として、スティーブンが広範な親族関係の中にあり、地方の同盟者でもあった一方で、独自に強大な権力や財産を持たず、ヘンリーやその息子で後継者であるウィリアム・アデリンにとって脅威とならなかったことが挙げられる。 影響力のある地方貴族の家系に生まれたとはいえ、スティーブンは三男であり、出世するためには有力な後援者の支援を必要としていた。
ヘンリーの支援を受けたことで、スティーブンは急速に領地と財産を手にするようになった。1106年のタンシュブレーの戦いの後、ヘンリーは従兄弟であるモルタン伯ギヨームからモルタン伯国を没収し、また、アイ領をロベール・マレから没収した。。そして1113年にはスティーブンがこの称号とアイ領を授けられたが、かつてギヨームがイングランドに所有していた土地は含まれていなかった。さらに、ヘンリーがロジェ・ド・ポワトヴァンから没収したランカスター領も、スティーブンに授けられた。スティーブンはまた、ヘンリーからノルマンディー南部のアランソンに土地を与えられたが、地元のノルマン人たちは反乱を起こし、アンジュー伯フルク4世の支援を求めた。これに対し、スティーブンと兄のティボーは軍を率いて対応したが、結果的に大敗を喫し、最終的にアランソンで決定的な敗北を喫したことで、これらの領地を取り戻すことはできなかった。

### ホワイトシップの沈没と王位継承問題

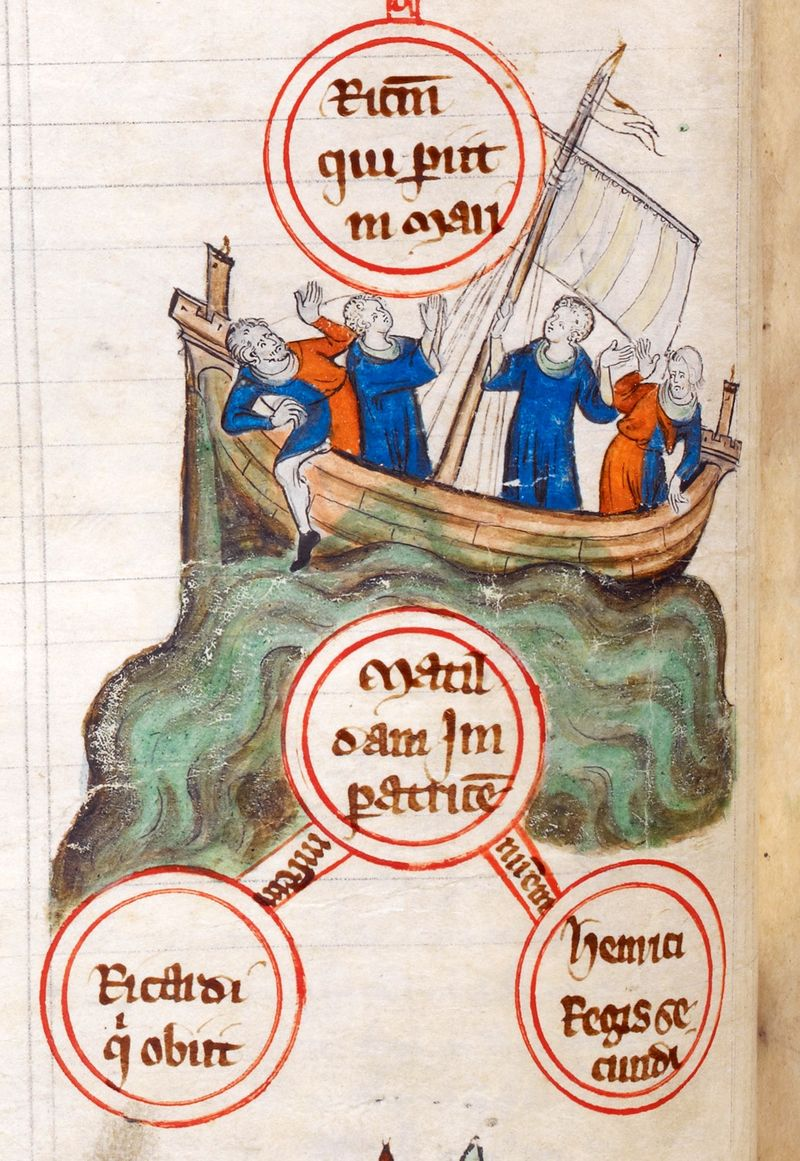
14世紀初頭に描かれた、1120年のホワイト・シップの沈没

1120年、イングランドの政治情勢は大きく変化した。約300人がノルマンディーのバルフルールからイングランドへ渡るため、ホワイト・シップに乗船した。乗員の中には、王位継承者であるウィリアム・アデリンをはじめ、多くの有力貴族が含まれていた。スティーブンも同じ船で航海する予定であったが、直前になって考えを改め、別の船を待つことにした。これは、船の過密状態を懸念したためとも、あるいは彼が下痢を患っていたためとも言われている。そんなホワイト・シップ号は航海を開始したものの、途中で沈没してしまい、乗員のほとんどが死亡したのである。生存者は一人だけであり、ウィリアム・アデリンも死亡した。
ウィリアム・アデリンの死により、イングランド王位の継承は先行きの見通せない案件となった。当時の西ヨーロッパでは、継承ルールが確立されておらず、地域ごとに異なっていた。フランスの一部では、男子長子相続（男性の最年長の子が全領地を継承する制度）が次第に普及しつつあった。また、フランス王は通常、自らが存命のうちに後継者を戴冠させる慣習があり、これにより継承の流れが明確になっていたが、イングランドではそのような慣習はなかった。ノルマンディーやイングランドを含む他の地域では領地を分割して相続する伝統が色濃く残っており、最年長の息子が「父祖伝来の土地」（通常は最も価値のある土地）を継ぎ、他の息子たちには小さな領地や新しく獲得した領地が与えられるのが一般的であった。しかし、女性が単独で統治者となった前例はなく、ウィリアム・アデリンの妹であるマティルダが継承者として認められるかどうかは不確実であった。さらに、過去60年間にわたり、ノルマン朝の王位継承は常に不安定であったことも問題を複雑にした。ウィリアム征服王は武力によってイングランドを獲得し、彼の息子であるロベール短袴公とウィリアム2世は、王位を巡って争い、最終的に弟であるウィリアム2世が勝利した。同様に、ヘンリー1世も武力によってノルマンディーを掌握した。これまでのところ、平和的で争いのない王位継承の例はなかった。
ヘンリー1世にはもう一人の嫡出子マティルダがいたが、当時の女性は政治的に大きな不利を抱えていた。息子ウィリアムの死後まもなく、ヘンリー1世はアデライザと再婚したものの、彼女との間に嫡出子を新たにもうけることはほぼ不可能であることが次第に明らかになった。そのため、彼はマティルダを自身の後継者とする意向を固めた。マティルダは、最初の夫である神聖ローマ皇帝ハインリヒ5世との結婚を通じて神聖ローマ皇后の称号を名乗っていたが、彼は1125年に死去した。そこで、マティルダは1128年にアンジュー伯ジョフロワ5世と再婚した。ジョフロワの領地はノルマンディー公国と隣接していたが、彼はアンジュー家の支配者であり、伝統的にノルマン人の敵と見なされていたため、イングランド＝ノルマン貴族の間では不人気であった。同時期に、ヘンリー1世の国内政策、とりわけ戦争資金を賄うための高額な徴税に対する不満が高まっていた。しかし、ヘンリーの強い個性と評判によって、大規模な反乱は抑えられていた。  
一方、ヘンリー1世は1125年にスティーブンを、ブローニュ伯ウスタシュ3世の娘マティルドと結婚させた。彼女はウスタシュ伯の唯一の相続人であり、またウスタシュ伯は大陸側の重要な港であるブローニュ、イングランド北西部および南東部の広大な領地を所有す
る大貴族であった。1127年、ギヨーム・クリトンがフランドル伯に就任する可能性が高まると、ヘンリー1世はスティーブンを派遣してこれを阻止するよう命じた。その後、ギヨーム・クリトンはフランドル伯に選出され、妨害の報復としてスティーブンの治めるブローニュ領に侵攻した。しかし最終的に休戦が成立し、ギヨーム・クリトンは翌年に死去した。 
ヘンリー1世は、マティルダの支持基盤をイングランドとノルマンディーで確立するために奔走した。彼は、1127年、1128年、1131年の3回にわたり、宮廷に出仕する貴族たちにマティルダを自身の正式な後継者として認める誓約をさせた。さらに、彼女の子孫が正統な支配者として認められるように求めた。スティーブンも、この誓約を1127年に行った者の一人であった。しかし、ヘンリー1世の晩年になると、彼とマティルダ、そしてジョフロワ伯との関係は次第に悪化していき、またマティルダとジョフロワは、自分たちがイングランド国内で十分な支持を得られていないのではないかという疑念を抱くようになった。そこで、彼らは1135年にヘンリー1世に対して、ノルマンディーの王城を生前にマティルダへ譲渡し、ノルマン貴族に即座にマティルダへの忠誠を誓わせるよう要求した。マティルダ・ジョフロワ夫妻はこれにより、ヘンリー1世の死後に2人の権力基盤を強化することを狙っていたのである。しかし、ヘンリー1世はこの提案を激怒して拒否した。彼は、ジョフロワが予定より早くノルマンディーの権力を掌握しようとすることを懸念していた可能性が高い。こうした状況の中、ノルマンディー南部で新たな反乱が勃発し、ジョフロワとマティルダは反乱軍を支援するために軍事介入を行った。そのさなか、ヘンリー1世は突然病に倒れ、リヨン＝ラ＝フォレ近郊で死去した。

## 王位継承（1135年）

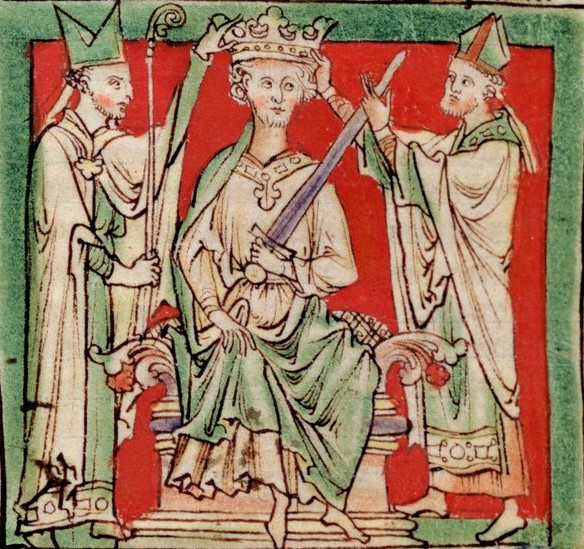
13世紀にマシュー・パリスによって描かれたスティーヴンの戴冠式の様子

スティーヴンは1135年までにアングロ・ノルマン社会において確固たる地位を築き上げた。彼は特別裕福であり、礼儀正しく、友人から好かれていたといい、また、彼は断固とした決断を下すことができる人物であるともみなされていた。年代記作者たちは、彼の富と権力にもかかわらず、謙虚で気さくな指導者であり、部下や召使とともに座って気軽に笑いながら食事を取っていたと記録している。彼は宗教的儀式の遵守と教会への個人的な寛大さの両面において、非常に敬虔な人物であった。また、カンタベリー大司教によって任命されたアウグスティノ会士の個人告解師を有し、その者によって贖罪の制度が実施された。さらに、スティーヴンは新興のシトー会が自身の領地に修道院を設立することを奨励し、教会内におけるさらなる支持を獲得した。
しかし、スティーヴンの父が第1回十字軍の際に臆病であったという噂は依然として広まっていたといい、そのような評判を避けたいという思いがスティーヴンの取った軽率な軍事行動のいくつかに影響を与えた可能性がある。彼の妻であるマティルダは、夫妻が所有する広大なイングランドの領地の管理において重要な役割を果たしており、その結果、夫妻の家計は国王夫妻に次いで国内で2番目に裕福な世俗貴族となっていた。また、土地を持たないフランドル貴族であるギヨーム・ディープルは1133年にスティーヴンの家臣団に加わった。
スティーヴンの弟であるヘンリー・オブ・ブロワも、ヘンリー1世の下で権力を握るようになっていた。弟ヘンリーはクリュニー会の修道士となり、スティーヴンとともにイングランドへ渡った。そこで国王ヘンリー1世は彼をイングランドで最も裕福な修道院であるグラストンベリー修道院長に任命した。その後、ヘンリー王は彼をウィンチェスター司教に任命し、イングランドで最も裕福な司教区の一つを与えたが、同時にグラストンベリー修道院長も保持することを許可した。  
これにより、2つの地位の収入を合わせると、ウィンチェスター司教となった弟ヘンリーは国王に次ぐイングランドで2番目に裕福な人物となった。ウィンチェスター司教ヘンリーは、ノルマン人イングランド王たちが教会の権利を侵害していると認識し、それを覆そうと熱心であった。イングランドの国王は伝統的に領内の教会に対して強大な権力と自治を行使してきた。しかし1040年代以降、歴代の教皇たちは改革の方針を打ち出し、教会が「より首尾一貫し、より中央集権的な統治を受けるべきである」と強調し、さらに「教会は世俗の統治者とは分離・独立した独自の権威と司法権を確立すべきである」と主張していたと、歴史家リチャード・ハスクロフト（Richard Huscroft）は説明している。

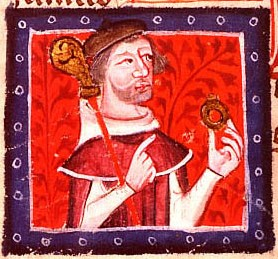
当時のウィンチェスター司教ヘンリーの描写。司教杖と司教指輪を持つ姿が描かれている

イングランド王ヘンリー1世の死の報せが広まり始めたとき、王位継承の可能性のある者たちは迅速に対応できる状況にはなかった。アンジュー伯ジョフロワと伯妃マティルダはアンジューにおり、ヘンリー王の軍勢に対抗する反乱軍の支援の真っ只中であり、またその中にはグロスター伯ロバートなどのマティルダの支持者も含まれていた。これらの貴族の多くは、先王ヘンリーが正式に埋葬されるまでノルマンディーを離れないという誓約を立てており、そのためイングランドへ戻ることができなかった。  
スティーヴンの兄であるブロワ伯ティボーはさらに南のブロワ伯領にいた。しかしスティーヴン本人は北フランスの港町ブローニュにおり、ヘンリーの死を知るとすぐに家臣団を率いてイングランドへ向かった。ロバート伯はドーヴァーとカンタベリーの港に駐屯しており、一部の記録ではスティーヴンのイングランド上陸を最初に拒否したとされる。それでも、スティーヴンは12月8日までにロンドン近郊の自身の領地へ到達し、その後の1週間でイングランドでの権力掌握を開始した。  
ロンドン市民は慣習的に国王選出の権利を主張しており、スティーヴンがロンドンに新たな権利と特権を付与してくれるだろうと考えた市民たちは、スティーヴンを新たな君主として宣言した。 。スティーヴンの弟であるウィンチェスター司教ヘンリーは教会の支持をスティーヴンに与えた。スティーヴンはウィンチェスターへ進軍し、そこでソールズベリー司教ロジャーと大法官が王室財務をスティーヴンに引き渡すよう指示した。12月15日、ヘンリーはスティーヴンに対し、カンタベリー大司教と教皇使節が彼の王位継承を支持する見返りとして、教会に対して広範な自由と特権を付与するという協定を締結させた。スティーヴンがヘンリー王の後継者としてアンジュー伯妃マティルダを支持するという宗教的な誓約を立てていた問題もあったが、ヘンリー司教は先王ヘンリーが廷臣たちにこの誓約を強要したこと自体が誤りであると主張してそれに対処した。  
さらに、先王がこの誓約を課したのは王国の安定を維持するためであり、この頃のイングランドにおける混乱状況を考慮すれば、スティーヴンがこの誓約を無視して王位につくことが正当化されると論じた。ヘンリーはまた、先王ヘンリーの王室執事であったノーフォーク伯ヒューを説得し、ヘンリー王が臨終の際にスティーヴンを後継者に指名したと誓わせた
。スティーヴンの戴冠式は12月22日にウェストミンスター寺院で執り行われた。
一方、ノルマン貴族たちはル・ヌブールに集まり、スティーヴンがイングランドで支持を集めているとの報せを受け、ティボーを王として擁立することを協議していた。彼らは、ティボーがウィリアム征服王のより年長の孫であり、王国と公国を統治する正統な権利を有すると考え、マティルダよりも適格であると主張した。  
ティボーは12月21日にノルマン貴族およびグロスター伯ロバートとリジューで会談を行った。しかし、協議の最中に、スティーヴンの戴冠式が翌日に行われるとの急報がもたらされた。ティボーはノルマン貴族の提案を受け入れ、王位を継ぐことに同意したが、直後に支持を失った。貴族たちは、スティーヴンに敵対することでイングランドとノルマンディーの分断を招くことを望まなかった。結果として、スティーヴンはティボーに経済的補償を与え、ティボーはブロワに留まり、弟スティーヴンの継承を支持することとなった。

## 治世初期 (1136年–1139年)

### 初期の統治（1136年–1137年）

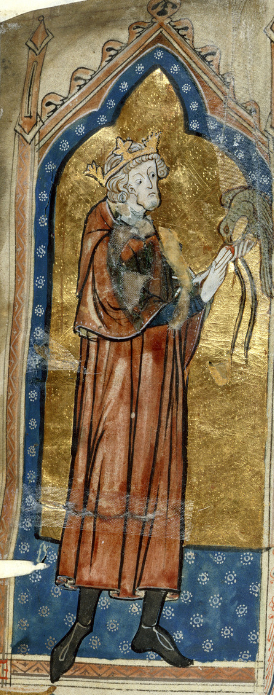
14世紀のスティーヴンの描写。狩猟鳥を伴っている

スティーヴンの新たなアングロ＝ノルマン王国は、1066年のノルマン・コンクエストによって形成され、その後数年をかけてノルマン人のウェールズ侵攻による南ウェールズへの拡張が進められた。王国と公国はともに、イングランド海峡の両岸に領地を持つ少数の大貴族によって支配されており、その下に位置する下級貴族たちは、より局所的な領地を持つのが一般的であった。領地や地位を世襲によって継承すべきか、それとも国王の恩賞として授けられるべきかは依然として不確定であり、この問題をめぐる緊張はヘンリー1世の治世において増大していた。確かに、ノルマンディーの領地は世襲によって継承されることが通常であり、それゆえ主要貴族にとってイングランドの領地よりも重要視される傾向があった。一方、イングランドの領地は世襲の保証が少なく、その所有権は不確実なものであった。ヘンリーは王国の中央行政の権限と機能を強化し、しばしばヘンリーの新参者を要職に任命することで、既存の貴族に頼らない統治を試みた。その結果、収入の最大化と支出の抑制が可能となり、財政は健全な黒字を保ち、歴史的に知られる巨大な王室財宝が蓄えられた。しかし、同時にこれにより政治的緊張も高まることとなった
。
スティーヴンは戴冠後すぐに、イングランド北部への介入を余儀なくされた。スコットランド王デイヴィッド1世はヘンリー王の死の報を受けて北部へ侵攻し、カーライル、ニューカッスル、その他の主要拠点を占領した。当時の北イングランドは係争地域であり、スコットランド王は伝統的にカンバーランドに対する請求権を主張したのに加えて、ノーサンブリアについても、ノーサンブリア伯ウォルセオフの娘との結婚を根拠に要求した。スティーヴンは迅速に軍を率いて北上し、ダラムでデイヴィッドと対峙した。その後、協定が結ばれ、デイヴィッドはカーライルを除くほとんどの占領地を返還することになった。その代わりとして、スティーヴンはデイヴィッド王の息子ヘンリーに対し、ハンティンドン伯領を含むイングランド内の領地を追認した。  
スティーヴンは南部へ戻ると、1136年の復活祭に初の王室廷臣会を開催した。この会合には、多くのアングロ＝ノルマン貴族や、教会の高位聖職者の大多数がウェストミンスターに集まった。スティーヴンは新たな王室勅許状を発し、教会への約束を確認するとともに、王室林に関するヘンリー1世の政策を撤回し、王権による法制度の濫用を是正することを誓った。また、彼は自らをヘンリー1世の政策の当然の継承者として描き、王国内に存在する7つの伯領をその保有者に再確認した。この復活祭廷臣会は華やかに催され、大量の資金が式典や衣装、贈答品に費やされた。  
スティーヴンは出席者に土地や恩典を与え、多くの教会財団に対しても土地と特権を授与した。しかしながら、スティーヴンの王位継承はまだ教皇によって正式に承認されていなかった。この承認を得るため、弟のウィンチェスター司教ヘンリーが主導して、スティーヴンの兄ティボー2世およびフランス王ルイ6世からの支持の証言書を送付させたようである。ルイ6世にとってスティーヴンは、北フランスにおけるアンジュー家勢力に対する有効な牽制と見なされていた。同年の後半にローマ教皇インノケンティウス2世は書簡によってスティーヴンを正式に王として承認し、その写しはイングランド中に配布され、彼の正統性を示すために利用された。
スティーヴンの王国では混乱が続いていた。1136年1月のリュークルの戦いにおけるウェールズ軍の勝利と、4月におけるリチャード・フィッツギルバートの襲撃成功の後、南ウェールズでは反乱が発生した。この反乱はグラモーガン東部で始まり、1137年までに南ウェールズ全域へと急速に広がった。  
オワイン・グウィネズとグリフィズ・アプ・リースは、カーマーゼン城を含む広大な領土を奪取することに成功した。スティーヴンは、リチャードの弟ボールドウィンと辺境領主ロバート・フィッツハロルドを派遣し、ウェールズの鎮圧を図ったが、どちらの作戦も成功とは言えず、1137年末には国王が反乱の鎮圧を断念したとみられている。歴史家デイヴィッド・クラウチは、この頃スティーヴンが「実質的にウェールズから手を引いた」と指摘している。その間、南西部ではデヴォン伯ボールドウィン・ド・レッドヴァースとロバート・オブ・バンプトンによる2件の反乱が鎮圧され、捕らえられたボールドウィンは釈放後にノルマンディーへ向かい、国王に対する強硬な批判者となっていった。  
ノルマンディーの安全保障も懸念材料となっていた。アンジュー伯ジョフロワ5世は1136年初頭にノルマンディーへ侵攻し、一時的な休戦の後、同年中に再び侵攻して略奪と放火を行ったが、領土の保持を目指すものではなかった。イングランド国内の情勢によりスティーヴン自身は渡航できず、代わりにノルマンディー副総督として任命されたウォルラン・ド・ボーモンとティボー2世が防衛を担った。スティーヴンが実際にノルマンディーへ戻ったのは1137年であり、そこでルイ6世およびティボーと会談し、地域的な非公式同盟の締結に至ったとみられる。この合意は、恐らくウィンチェスター司教ヘンリーの仲介によるもので、地域におけるアンジュー家の拡張に対抗する意図があった。この取り決めの一環として、ルイ6世はスティーヴンの息子ウスタシュをノルマンディー公として承認し、ユースタスはその見返りとしてフランス王に臣従の誓いを立てた。一方で、1135年末にジョフロワ伯が奪取したノルマンディーとアンジューの国境地帯であるアルジャンタンの奪還には失敗した。スティーヴンは奪還のために軍を編成したが、ギヨーム率いるフランドル人傭兵とノルマン地元貴族の間で対立が生じ、軍が内戦状態に陥った。その結果、ノルマン側がスティーヴンを見限って離反し、国王は遠征を断念せざるを得なかった。その後、スティーヴンは再度ジョフロワと休戦協定を結び、和平の代償として年間2,000マルクを支払うことに同意した。  
王位継承から数年の間に、スティーヴンと教会との関係は徐々に複雑化していった。1136年の王室勅許状では、1087年以降に王室が教会から奪った土地の所有権を再検討すると約束されていたが、これらの土地はすでに貴族の手に渡っていることが多かった。  
ヘンリー司教がグラストンベリー修道院長として主張したデヴォンにおける広大な土地の所有権をめぐり、現地では大きな不満が巻き起こった。1136年にはウィリアム・ド・コーベイユ大司教が死去し、スティーヴンはその個人資産を没収したが、これが高位聖職者の反発を招いた。ヘンリーはカンタベリー大司教職への就任を望んだが、スティーヴンは代わりにティボーを支持し、最終的にティボーが任命された。教皇庁はこれに対する代償として、ヘンリーを教皇使節に任命した可能性がある。  
スティーヴンの治世初期の評価には様々な見方が存在する。彼はスコットランドとの国境を安定させ、ジョフロワによるノルマンディーへの攻撃を抑え、ルイ6世との和平を維持し、教会とも良好な関係を築き、貴族たちからも広く支持を得ていた。とはいえ、根本的な問題は完全に解消したわけではなかった。イングランド北部はスコットランド王デイヴィッド1世とその息子ヘンリー王子に掌握され、ウェールズは放棄され、ノルマンディーでの戦役は公国を不安定にし、スティーヴンから十分な土地や称号を与えられていないと感じる貴族が増えていた。加えて、スティーヴンは急速に財政難に陥っていた。ヘンリー1世の残した潤沢な財宝は1138年までに枯渇し、より贅沢な宮廷の運営費用や、イングランドおよびノルマンディーで活動する傭兵軍の維持費用によって浪費されたのである。

### 王国の防衛（1138年–1139年）

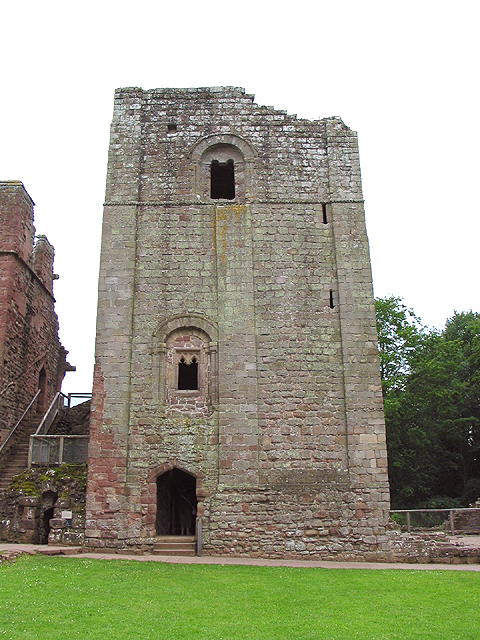
ヘレフォードシャーにあるグッドリッチ城の石造キープ。1130年代末には、木造のモット・アンド・ベーリーに代わる城砦スタイルとして、こうした構造が徐々に広まり始めた。

1138年、スティーヴンは複数の方面から攻撃を受けることとなった。まず、グロスター伯ロバートが国王に反旗を翻し、イングランド国内の内戦の幕開けとなった。ロバート伯は先王ヘンリー1世の庶子で、アンジュー伯妃マティルダの異母兄でもあり、ノルマンディーに広大な所領を有する最有力のアングロ＝ノルマン貴族の一人で、政治的手腕、軍事経験、指導力に優れていたとされる。ロバートは1135年にティボーに王位を継承するよう説得しようとしたが、1136年のスティーヴンの初回の廷臣会には出席せず、その年の後半にオックスフォードで行われた廷臣会に参加させるにも複数回の召喚を要した。1138年、ロバートはスティーヴンへの臣従を破棄し、マティルダへの支持を表明したことで、ケントおよびイングランド南西部で大規模な反乱が勃発したが、ロバート自身はノルマンディーに留まっていた。フランスでは、アンジュー伯ジョフロワ5世がこの混乱に乗じて再びノルマンディーへ侵攻した。また、スコットランド王デイヴィッド1世もイングランド北部へと再侵攻し、姪にあたるマティルダ伯妃の王位継承を支持することを表明しながら、ヨークシャーへと南下した。 
スティーヴンの治世下におけるアングロ＝ノルマン人の戦争スタイルは、消耗戦を特徴としていた。指揮官たちは、敵の戦略的拠点である城を奪取することで、その地域を支配し、最終的には徐々に戦局を優位に進めようとした。また、当時の軍隊は重装備を施した騎士を中核とし、歩兵やクロスボウ兵がこれに随伴する構成であった。これらの部隊は、封建制度に基づき貴族が一時的に招集した徴募兵である場合もあれば、柔軟性と熟練度に優れる高額な傭兵であることも増えていた。しかしながら、こうした軍隊は城の包囲戦には適していなかった。これは、旧来のモット・アンド・ベーリー型城塞であれ、当時最新鋭だった登場した石造のキープ型要塞であれ同様であった。当時の攻城兵器は後世のトレビュシェットのような強力なものではなく、守備側が明らかに有利であった。そのため、指揮官たちは直接攻撃よりも、兵糧攻めや坑道戦による城壁の破壊を選ぶことが多かった。軍同士の正面衝突もまれに行われたが、極めてリスクが高いため、慎重な指揮官たちはこれを避ける傾向にあった。12世紀前半には戦争にかかる費用が大きく増加しており、十分な現金の確保が戦役の成否を左右する要因として一層重要となっていた。

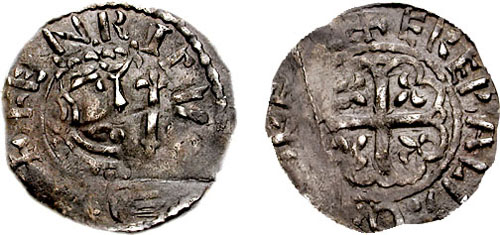
スティーヴンとの和平後、ノーサンバーランドのコルブリッジでスコットランドのヘンリー王子が自らの名の下に鋳造した銀貨（ペニー）

スティーヴンは軍事指導者として、白兵戦の技量、攻城戦能力、そして軍勢を比較的長距離にわたって迅速に移動させる卓越した指揮力を持っていた。反乱と侵攻に対応するため、彼は迅速に複数の軍事作戦を展開し、その主な焦点をノルマンディーではなくイングランドに定めた。王妃マティルドは、ブローニュから艦船と物資を伴ってケントへ派遣され、ロバートの支配下にあった要衝ドーヴァー港の奪還を命じられた。スティーヴ王直属の騎士の一部は北方に送り込まれ、スコットランド軍との戦闘を支援した。その年の8月、スタンダードの戦いで両軍は決戦し、ヨーク大司教サースタン率いるイングランド部隊がデイヴィッド王率いるスコットランド軍に勝利を収めた。とはいえ、デイヴィッドは依然としてイングランド北部の大部分を占領し続けた。スティーヴン王自身は西へ進軍し、グロスタシャーの支配回復を試みた。まず北上してウェールズ辺境伯領（en: Welsh Marches）に入り、ヘレフォードおよびシュルーズベリーを制圧、その後南下してバースへ向かった。しかし、ブリストルの市街は強固に守られており、スティーヴンは包囲を断念し、周辺地域への略奪にとどまった。当地域の反乱軍は、この年にロバートが支援に現れることを期待していたようだが、彼はノルマンディーに留まり続け、マティルダ伯妃自身に対して彼女自身がイングランド侵攻軍を率いるよう説得を試みていた。ドーヴァーは同年後半になってようやく王妃軍に降伏した。  
スティーヴンによるイングランドでの軍事作戦は順調に進展しており、歴史家デイヴィッド・クラウチはこれを「第1級の軍事的成果」と評している。国王はこの軍事的優位を利用し、スコットランドとの和平協定の締結に乗り出した。王妃マティルドは再度交渉役として派遣され、スティーヴンとデイヴィッドの間でダラム条約が結ばれた。この合意により、ノーサンブリアとカンバーランドは実質的にデイヴィッドとその息子ヘンリーへ譲与されることとなり、代わりに彼らは忠誠と国境の安定を約束した。一方、チェスター伯ラヌルフ・ド・ガーノンはカンバーランドおよびカーライルに伝統的な支配権を有していると考えており、これらがスコットランドへ割譲されたことに激しく憤慨した。なんにせよ、スティーヴン王は北イングランドでの抗争を終結させ、ロバート伯およびマティルダ伯妃によるイングランド侵攻への備えに集中できる状況を整えることができた。

### 内戦への道（1139年）

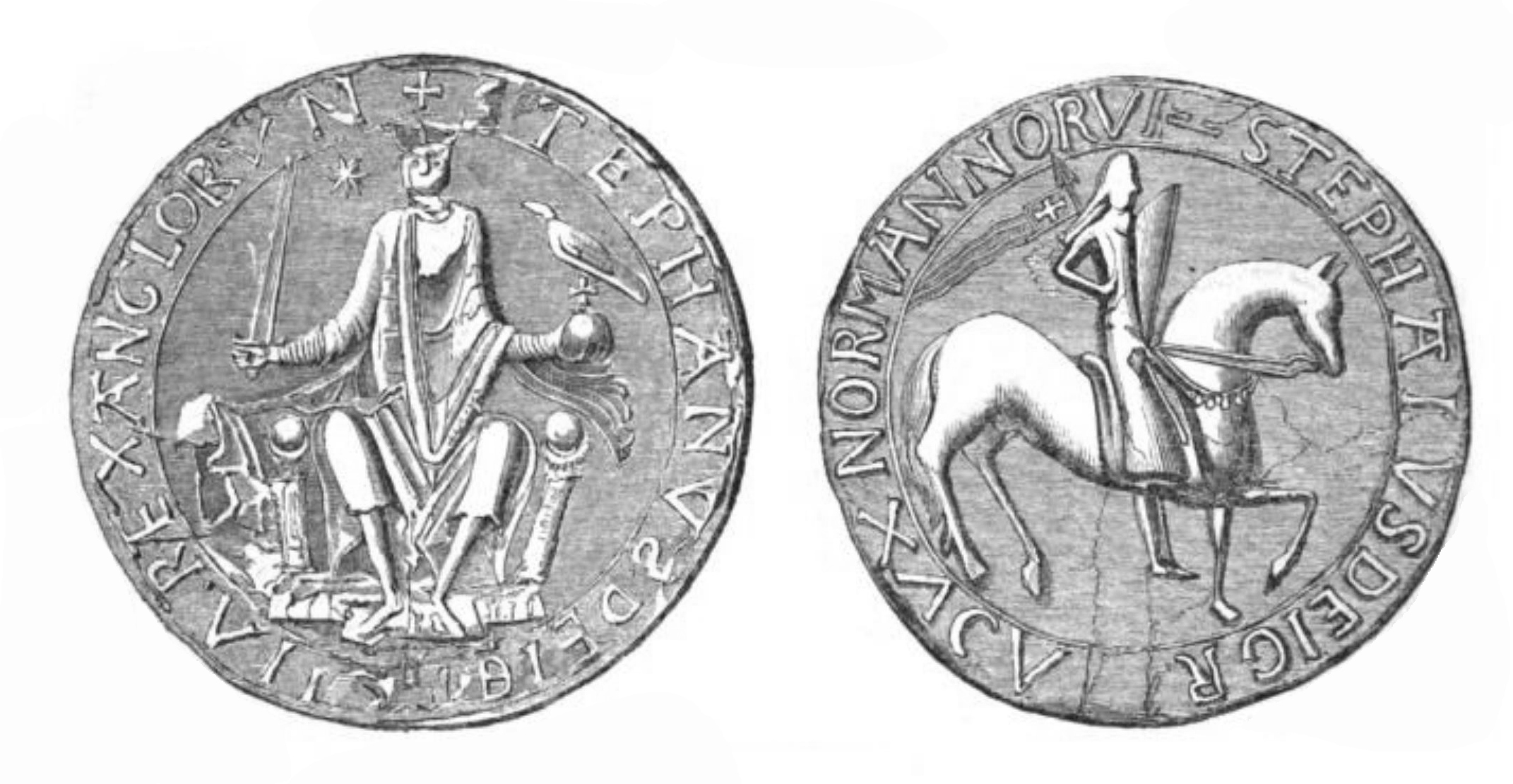
スティーヴンの大封印

スティーヴンはアンジュー家の侵攻に備え、多数の新たな伯位を創設した。ヘンリー1世の治世下では伯位はごく少数であり、そのほとんどは象徴的なものであったが、スティーヴンは多くの新たな伯位を設け、忠誠心が厚く軍事指揮に長けた人物にこれを与えた。とくに国防上の要地では、これらの伯に領地や行政権限も与えた。この政策の背後には、忠誠心の強化と地域防衛の強化という複数の目的があったと考えられる。スティーヴンは側近のワレラン・ド・ボーモンの影響を強く受けており、彼の双子の兄弟であるロバートとともに、その一族が多くの新伯位を獲得した。1138年以降、スティーヴンは彼らにウスター伯領、レスター伯領、ヘレフォード伯領、ウォリック伯領、ペンブルック伯領を与えた。これに、スティーヴンの新たな同盟者であるヘンリー王子によるカンバーランドおよびノーサンブリアの支配を加えると、イングランド南西部やチェスターとの緩衝地帯が形成された。これと同時に、ボーモン家の勢力は増大し、デイヴィッド・クラウチによれば、宮廷内では「ウォルランの友であること以外は危険となるほど」であったという。
スティーヴンは、自らの支配を脅かす存在と見なした一部の司教を排除する措置も講じた。先王ヘンリーの治世下で王室行政を主導していたのはソールズベリー司教ロジャーであり、彼の行政任務は甥リンカーン司教アレクサンダーおよびエリー司教ナイジェル、そして息子で大法官ロジャー・ル・ポールによって支えられていた。彼らは宗教的権威のみならず有力な地主でもあり、新たな城砦を建設し軍備を増強していたことから、スティーヴンは彼らが伯妃マティルダへ寝返るのではないかと疑念を抱いた。また、ウォルランは彼らによる行政支配を快く思っておらず、両者は対立関係にあった。1139年6月、スティーヴンはオックスフォードで廷臣会を開いたが、そこでリッチモンド伯アランとロジャーの配下との間に争いが発生したが、これはスティーヴン王が意図的に仕組んだ事件とされている。この事件を受け、スティーヴンはロジャーおよび他の聖職者たちに対して、すべての城を明け渡すよう要求した。その要求は、司教たちの逮捕によって裏付けられた。ナイジェルのみがディヴァイジズ城に逃れて抵抗を続けたが、スティーヴンがロジャー・ル・ポールの処刑をほのめかしながら城を包囲したため、降伏に至った。その後、残る城も王に引き渡された。
この一件に対し、スティーヴンの弟ヘンリー司教は強い警戒を示した。というのも、スティーヴンは1135年に教会の自由を尊重すると誓っていたからである。さらに実際的な理由として、ヘンリー司教自身がその頃に6つの城を建設しており、同様の扱いを受けることを恐れたためでもあった。教皇使節でもあったヘンリーは、教会会議でこの件に関する説明をスティーヴンに求め、聖職者に対するすべての訴追は教会が裁くべきであると主張した。スティーヴンは使節としてオーブリー・ド・ヴィアを会議に派遣し、ソールズベリー司教ロジャーの逮捕は聖職者としてではなく、マティルダ伯妃への寝返りを図った貴族としての行為に基づくものであると主張させた。さらに、ユーグ・ド・アミアンが王を支持し、司教たちに対し、教会法のどこに城の保有を認める規定があるのか示すように要求した。オーブリーは、スティーヴン王がイングランド教会によって迫害されているとして教皇へ訴えると脅し、最終的にローマへの控訴は失敗し、この問題は不問とされた。この一件により、聖職者たちによる軍事的脅威は排除されたが、王と高位聖職者、とりわけヘンリーとの関係は損なわれた可能性がある。

## 内戦 (1139年–1154年)

### 内戦第1期（1139年–1140年）

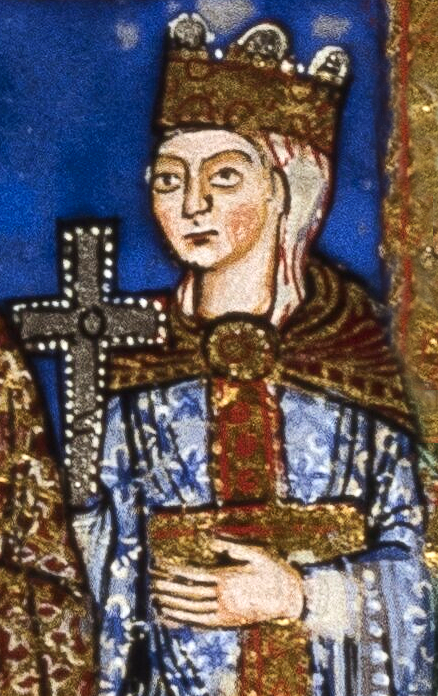
同時代に描かれた伯妃マティルダ

1139年、遂にアンジュー家によるイングランド侵攻が開始された。ボールドウィン・ド・レッドヴァースは8月、ノルマンディーからウェアハムに上陸し、マティルダ伯妃率いる軍勢を迎えるための港の確保を試みたが、スティーヴン軍によって南西部への撤退を強いられた。しかし翌月、ヘンリー1世の未亡人アデライザがマティルダにアランデルへの上陸を要請し、9月30日、マティルダとロバート伯は騎士140名とともにイングランドへ上陸した。。マティルダはアランデル城に留まり、ロバートは北西へと進軍し、ウォリングフォード城およびブリストルへ向かい、反乱への支持を募り、マイルズ・オブ・グロスターと合流しようとした。マイルズは有能な軍事指導者であり、この機を見て国王への忠誠を破棄した。スティーヴンはすぐに南下し、アランデルを包囲してマティルダを城に押し留めることに成功した。
その後、スティーヴンは弟であるヘンリー司教が提案した休戦に同意した。詳細は不明であるが、結果としてスティーヴンはマティルダを包囲から解放し、彼女とその騎士たちが南西部へ移動しロバートと再会するのを許可した。なぜスティーヴンがマティルダを解放したのか、その理由は不明である。記録によれば、ヘンリー司教はマティルダを解放してロバートへの攻撃に集中するよう助言し、スティーヴンもこの時点ではマティルダよりロバート伯を主要な敵と見なしていた可能性がある。また、アランデル城は難攻不落と考えられており、軍を南部に釘付けにしたくなかったことも一因かもしれない。別の説では、スティーヴンが騎士道の精神から彼女を解放したともされる。彼は寛容で礼儀正しい人物として知られており、当時のアングロ＝ノルマン戦争では女性を標的とすることは通常なかった。
マティルダを解放した後、スティーヴンはイングランド南西部の鎮圧戦に集中した。新たにマティルダ側へ寝返った者は少なかったが、敵勢力はグロスターおよびブリストルから南西のデヴォンとコーンウォール、西のウェールズ辺境地域（en:Welsh Marches）、東のオックスフォードおよびウォリングフォードに至るまで、まとまった領域を支配し、ロンドンを脅かしていた。スティーヴンはまず、マティルダの幼なじみブライアン・フィッツカウントが守るウォリングフォード城を攻撃したが、守備が堅く攻略できなかった。スティーヴンは兵を残して城を封鎖しつつ、さらに西進してウィルトシャーのトロウブリッジ城を攻撃し、途中でサウス・サーニーとマームズベリーの城を攻略した。一方、マイルズは東進し、ウォリングフォードでスティーヴンの後衛部隊を攻撃、ロンドン進軍の脅威を示した。スティーヴンは西部戦線を放棄し、東部へ戻って状況の安定化と首都の防衛に努めた。

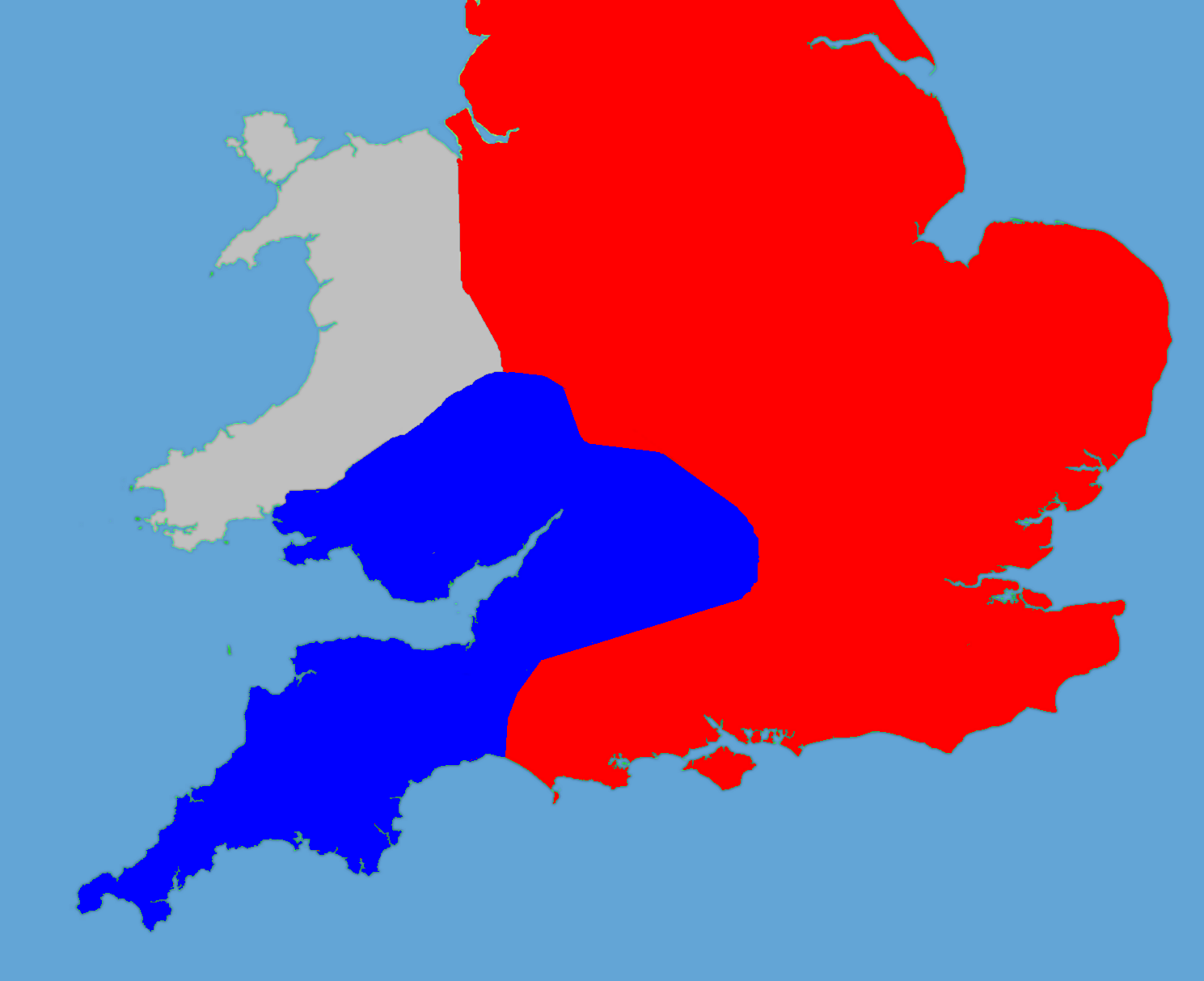
1140年のアンジュー派およびウェールズ反乱諸侯の制圧地域を示した地図。
赤:スティーヴン王の支配領域
青:アンジュー派の支配領域
灰:ウェールズ反乱勢力

1140年初頭、前年にスティーヴンに城を没収されたイーリー司教ナイジェルが反乱を起こした。ナイジェルはイースト・アングリアを奪取しようと企て、当時周囲を湿地に囲まれていたイーリー島を拠点とした。スティーヴンは迅速に対応し、湿地に軍を進め、船を連結して即席の歩道を作り、ナイジェルの不意を突いて島に攻撃を仕掛けた。ナイジェルはグロスターへ逃亡したが、その部下と城は捕らえられ、東部の秩序は一時的に回復した。一方、ロバート軍は1139年のスティーヴンの領土の一部を奪還した。和解を試みて、ヘンリー司教はバースで和平会議を開催し、スティーヴンは王妃を使節として派遣した。しかし、ヘンリーおよび聖職者たちが和平条件の主導権を握ろうと主張し、スティーヴンがそれを拒否したため会議は決裂した。
一方この頃、チェスター伯ラヌルフはスティーヴンが北部イングランドをスコットランド王子ヘンリーに与えたことに不満を抱き続けていた。ラヌルフ伯は、ヘンリー王子がクリスマス後にスコットランドへ戻る道中に王子を襲撃する計画を立てた。スティーヴンはこの噂を聞きつけ、自ら王子を北へ護送したが、この行動はラヌルフ伯はスティーブン王に対して決定的な不信を抱くきっかけとなった。ラヌルフ伯は以前より、自らにリンカーン城の所有権があると主張しており、そんなラヌルフ伯は社交的な訪問を装って城を急襲・奪取した。その後、スティーヴンは北上してラヌルフ伯と休戦協定を結び、ラヌルフが城を保有することを認めた。これは彼がマティルダ派に加わるのを防ぐためとみられる。スティーヴン王がロンドンに戻ると、ラヌルフ伯とその家族がリンカーン城の守備を緩めた上で城に滞在しているとの報が届いた。スティーヴンは協定を破棄して再度軍を招集し、北へ急行したが一歩遅く、ラヌルフ伯は脱出してマティルダ側に合流した。ラヌルフ伯を逃してしまったスティーヴンは城の包囲を余儀なくされた。

### 内戦第2期（1141年–1142年）

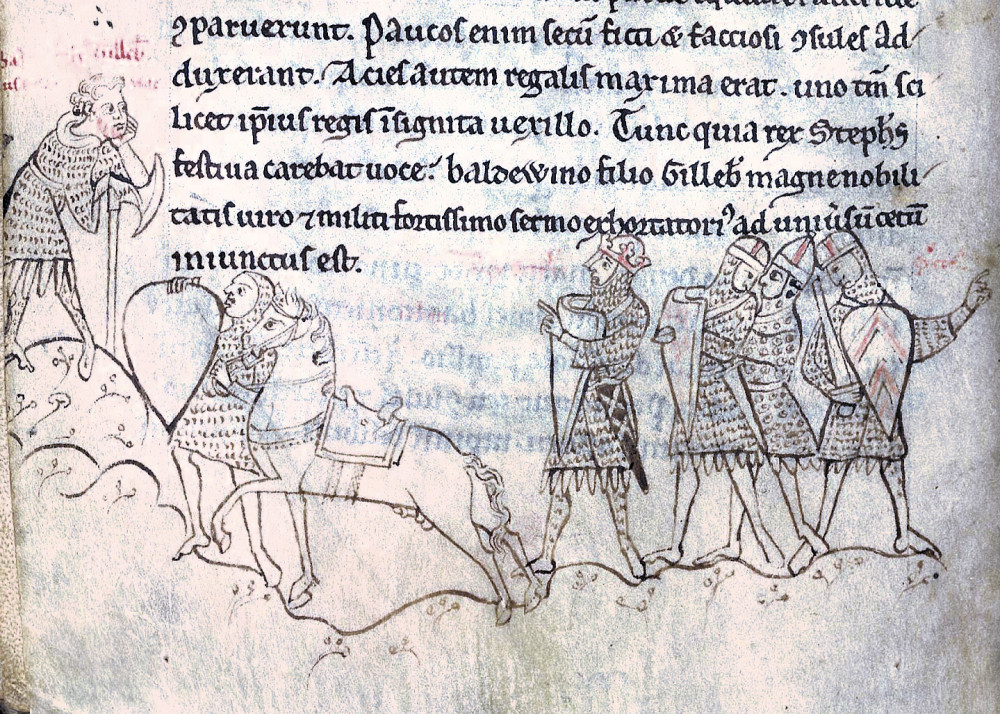
1141年のリンカーンの戦いを描いた同時代の挿絵（『ヘンリー・オブ・ハンティングドン』の『アングロルム史』より）。王冠を被った右から4人目がスティーヴン、左で演説しているのはボールドウィン・オブ・クレア

1141年初頭、スティーヴンがリンカーン城を包囲していたところ、グロスター伯ロバートとラヌルフ伯がより大規模な軍勢を率いてリンカーン城に進軍した。スティーヴンは評議を開き、迫りくる軍勢と一戦交えるか、それとも撤退して兵を集めるかを協議したが、結局戦うことを選択し、2月2日にリンカーンの戦いが勃発した。スティーヴンは自軍中央を指揮し、右翼はアラン伯、左翼はヨーク伯ウィリアムが指揮した。ロバート伯とラヌルフ伯の連合軍は騎兵数で優位に立ち、スティーヴンは自軍の多くの騎士を下馬させて歩兵方陣を形成し、自らも歩兵として戦闘に加わった。。スティーヴンは雄弁家ではなかったため、戦闘前の演説はボールドウィン・オブ・クレアが戦闘前の演説を担当し、みなを奮い立たせるスピーチを述べた。当初はウィリアム伯率いる部隊が敵のウェールズ兵を打ち破ったが、やがて戦況は悪化し、ロバートとラヌルフの騎兵がスティーヴン王率いる中央部隊を包囲した。この時、多くの支持者、ワレラン・ド・ボーモンや傭兵隊長ギヨームらが戦場から撤退したが、スティーヴンはなおも戦い、剣が折れた後も他者から借りた戦斧で戦闘を続けた。最終的にスティーブン軍はロバート軍に制圧され、王自身が捕縛された。
ロバートはスティーヴン王をグロスターに連行し、マティルダ伯妃と面会させたのち、身分の高い囚人の収容に用いられるブリストル城に拘留した。当初は比較的快適な監禁であったが、後に鎖につながれるなど待遇が厳しくなった。マティルダは自身が王位を継ぐための手続きを開始した。イングランド王位を継承するには、教会の同意とウェストミンスター大聖堂での戴冠の儀式が必要とされていた。マティルダは、ヘンリー司教に対し、イングランドの教会行政を掌握させるという密約を交わし、その見返りに教会の支持を取り付けようとした。ヘンリー司教は枢機卿使節としてイースター祭の前にウィンチェスターで評議会を開き、教会財務を皇妃に引き渡した（ただし、スティーヴンの王冠を除いて大部分は枯渇していた）。また、スティーヴンに忠誠を誓い続けた者たちは破門された。一方で、カンタベリー大司教テオバルドは即座にマティルダを女王と宣言することに慎重で、他の聖職者・貴族たちと共にスティーヴンに面会して、忠誠の誓いを破棄すべきかどうかを相談した。スティーヴンは状況を考慮して忠誠を解いてもよいと承認し、イースター後に再びウィンチェスターで教会会議が開かれ、マティルダが「イングランドおよびノルマンディーの女領主（Lady of England and Normandy）」として認められた。しかし同年6月、マティルダが戴冠のためロンドンへ向かうと、ロンドン市民がスティーヴンを支持してマティルダに対して蜂起し、結果としてマティルダは戴冠式を済ませることなくオックスフォードへ逃亡した。
スティーヴンの捕縛の報が届くと、アンジュー伯ジョフロワ5世は再びノルマンディーへ侵攻した。ノルマンディーの副総督に任命されていたワレランはイングランドで戦っていたためノルマンディーは軍事支援が得られず、ジョフロワはセーヌ川以南およびリル川以東の全域を制圧した。この時、スティーヴンの兄であるティボーもノルマンディーの防衛を支援しなかった。新王ルイ7世が、父王がかつてスティーブン王と結んでいた地域同盟を破棄してアンジューと関係を深めたことでより強硬な姿勢でティボーに臨んだことで、彼はフランスでの対応につきっきりであったためであり、翌年には戦争へ発展することとなる。ノルマンディーでのジョフロワの成功とイングランドでのスティーヴンの失墜により、多くのアングロ＝ノルマン貴族は動揺し、自らの領地喪失を恐れてマティルダ側へと寝返り始めた。ワレランも1141年半ばにマティルダ派へ鞍替えし、自身のノルマンディー領を確保した上で、ウスター伯地域をマティルダ側に引き入れた。ワレランの双子レスター伯ロバートも、同時期に事実上戦線を離脱した。また、イーリー司教ナイジェルがかつての拠点を回復し、マティルダ側の諸侯は西部に新たな伯位を与えられるなどの恩恵を受けた。加えてスティーブンが保持していた王室貨幣鋳造権も失われ、国内各地で地方貴族や司教による貨幣鋳造が行われるようになった。

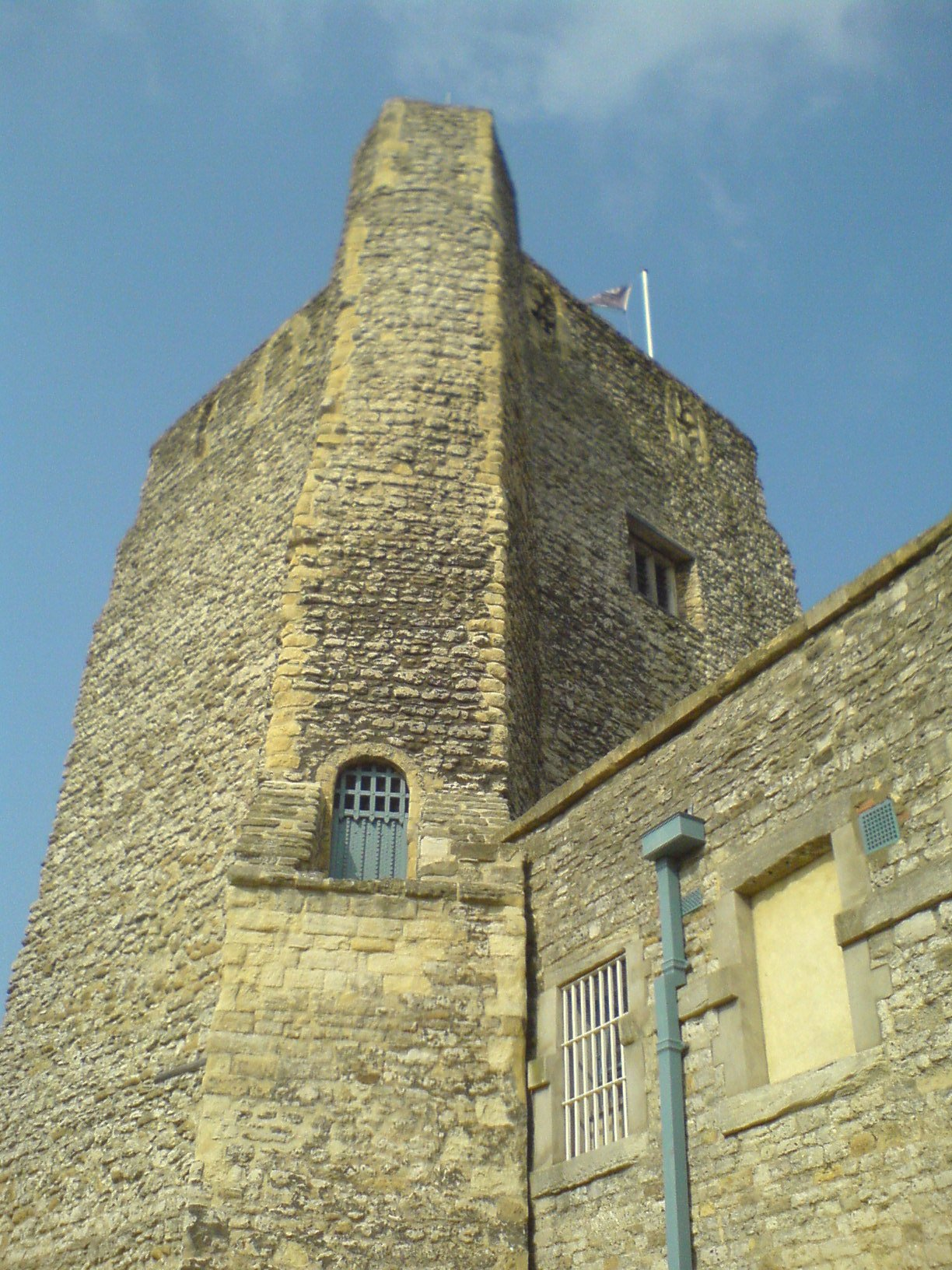
オックスフォード城のセント・ジョージ塔。ここにマティルダ伯妃が籠もっていた

スティーヴンの王妃マティルドは、夫の投獄中にスティーブン派を立て直す上で重要な役割を果たした。王妃は残された軍司令官たちとともに南東部に陣を張り、マティルダを拒絶したロンドン市民の支持を得て進軍した。長年スティーヴンに仕えてきたギヨーム・ディープルはロンドンに留まり、ウィリアム・マーテルはドーセットのシャーボーンを拠点に作戦を展開した。また、ファラマス（Faramus of Boulogne）が王室の家政を担った。王妃は忠実な支持者から強い共感と援助を得たとみられる。一方、ヘンリー司教とマティルダの同盟関係はすぐに破綻し、政治的任命や教会政策を巡って対立した。ヘンリーはギルフォードでマティルド王妃と会い、マティルダ派からマティルド王妃の元へ鞍替えした。
スティーヴンの解放はウィンチェスターでのマティルダ派の敗北によってもたらされた。ロバートとマティルダは1141年7月にウィンチェスターでヘンリー司教を包囲した。王妃マティルドとギヨーム・ディープルはロンドンからの援軍を率いて包囲軍を包囲し、激戦の末にマティルダ軍を撃破したうえ、ロバート伯を捕虜とした。その後、和平交渉が試みられたが、マティルド王妃はマティルダに譲歩する意思がなく、ロバート伯も鞍替えを拒否したため、11月に両者はスティーヴン王とロバート伯を単純に捕虜交換することで合意した。スティーヴン王は11月1日にロバート伯を解放し、復権に向けて行動を開始した。その後、ヘンリー司教は再び教会会議を開催し、スティーヴンの統治の正当性が確認された。1141年のクリスマスにはスティーヴン王とマティルド王妃の再戴冠式が行われた。
1142年初頭、スティーヴンは病に倒れ、イースターには死亡説まで流れた。この病気は前年の投獄の影響とも考えられるが、やがて回復し、北部へ赴いて軍を再編し、チェスター伯ラヌルフを再び味方に引き入れることに成功した。その後スティーヴンは1141年に築かれたマティルド派の新城を攻撃し、サイレンセスター城、バンプトン城、ウェアハムなどを攻略した。9月、スティーヴンはオックスフォードにいるマティルダの捕縛を狙った。オックスフォードは城壁とアイシス川に守られた要塞都市であったが、スティーヴンは突如として川を渡って攻撃し、自ら先陣を切って川を泳ぎ切った。軍勢は市内へ突入し、マティルダをオックスフォード城に追い込んだ。しかし、同城は強固であり、スティーヴンは強襲を断念して包囲戦に移った（オックスフォード包囲戦）。マティルダはクリスマス直前、氷結した川を徒歩で渡って城を脱出し、ウォリングフォードへ逃亡した。守備隊は間もなく降伏したが、スティーヴンは最大の敵マティルダを捕らえる機会を逃した。

### 膠着状態（1143年–1146年）

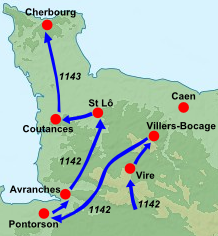
1142–1143年のアンジュー伯ジョフロワ5世によるノルマンディー侵攻の経路

1140年代半ば、イングランドにおける両陣営の戦争は膠着状態に陥った。一方で、アンジュー伯ジョフロワ5世はノルマンディーにおける支配を確立していった。1143年はスティーヴンにとって不穏な始まりとなった。彼はグロスター伯ロバートにウィルトン城で包囲されたのである。ここは王軍の集結地であり、ヘレフォードシャーに位置していた。スティーヴンは包囲を突破し脱出しようとし、ウィルトンの戦いへと発展した。ここでもアンジュー派の騎兵は強力で、一時はスティーヴンが再び捕虜になるかと思われた。しかしこのとき、スティーヴンの侍従であるウィリアム・マーテルが奮戦して後衛を守り、王の脱出を可能にした。スティーヴンはその忠誠心に報い、シャーボーン城を代償としてマーテルを解放する取引に応じた。スティーヴンが家臣を救うために城を譲渡した数少ない例のひとつである。
1143年末、スティーヴンは東部において新たな脅威に直面した。エセックス伯ジェフリーがイースト・アングリアで反乱を起こしたのである。王は数年来ジェフリーを快く思っておらず、宮廷に召喚した際に彼を逮捕したことがこの対立の発端となった。スティーヴンは、ロンドン塔、ウォルデン城、プレシーなどといったロンドンおよびその周辺に位置する重要拠点の城を引き渡さなければ処刑すると脅した。ジェフリーは要求に従って釈放されたが、その後すぐに北東のイーリー島に逃れ、ケンブリッジへの軍事行動を開始し、南下してロンドンを目指そうとした。さらにこの時、ノーフォーク伯ヒュー・ビゴッドもノーフォークで公然と反乱を起こしていたため、スティーヴンにはフェンズ地帯で反乱を続けるジェフリーを追跡する余力がなかった。代わりに、バローウェル城をはじめとする一連の防衛用城砦をイーリー・ロンドン間に築くことで対処した。
しかしこの頃、状況はさらに悪化の一途をたどった。1144年夏、一時スティーブン王に従属する姿勢を見せていたチェスター伯ラヌルフが再び反乱を起こし、スティーヴンのランカスターの所領を自らとスコットランド王子ヘンリーで山分けするという事件が勃発した。同時に西部では、グロスター伯ロバートとその支持者たちが王党派領土を襲撃し続け、ロンドン近くに存在するウォリングフォード城はアンジュー派の強固な拠点として残り続けた。一方その頃、アンジュー伯ジョフロワ5世は南ノルマンディーの支配を固め、1144年1月には公国の首都ルーアンに入城し、軍事行動を完了させた。直後、フランス王ルイ7世はジョフロワを公式にノルマンディー公と認めた。この時点で、スティーヴンは自身に従属する封建家臣を頼ることができず、実質的に自らの王室家臣、例えばギヨーム・ディープルらに頼りっきりにならざるを得なくなっていた。1141年の混乱以降、彼は伯爵間の連携をほとんど活用できなくなっており、有力貴族たちの支援も得られず、軍事的余力が著しく乏しくなっていたのである。
1143年以降も戦争は続いたが、スティーヴンにとってはやや有利に展開し始めた。アンジュー派の最も有能な指揮官のひとりであったマイルズが前年のクリスマスに狩猟中に死亡し、西部戦線の圧力は幾分緩和された。また、エセックス伯ジェフリーの反乱は1144年9月まで続いたが、彼はバローウェル城攻撃中に戦死した。加えて、西部での戦局も1145年に好転し、スティーヴンはファリングドン城（オックスフォードシャー）の奪還に成功した。北部では、スティーヴンは再びチェスター伯ラヌルフと和解に至ったが、1146年になると、1143年にジェフリーに対して用いた手法をラヌルフ伯に対して繰り出した。ラヌルフ伯を宮廷に招いた後で逮捕し、命と引き換えにリンカーン城やコヴェントリー城など複数の城を引き渡すよう要求した。ジェフリーの場合と同様に、ラヌルフ伯も釈放されるや否や反乱を再開したが、状況は膠着していた。スティーヴンには北部で新たな軍事作戦を実行するだけの軍がなく、一方のラヌルフ伯も城を失っており、スティーヴンに対して攻勢をかける体制が整っていなかった。しかしこの頃になると、貴族を宮廷に招いてから逮捕するというスティーヴンの手法は評判を落とし、諸侯の間に不信感を高める結果となった。

### 内戦最終期（1147年–1152年）

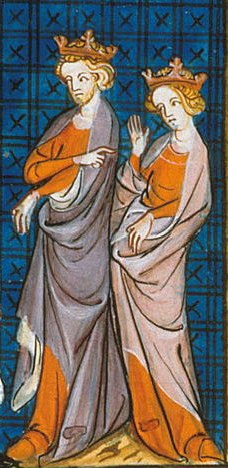
14世紀のヘンリー・フィッツエンプレスとその妻アリエノール・ダキテーヌの描写

1147年までにイングランドは戦争によって甚大な被害を受けており、後世のヴィクトリア朝時代の歴史家たちはこの戦乱の時代を「無政府時代」と呼んだ。同時代の『アングロサクソン年代記』には、「混乱と悪行と略奪ばかりだった」と記録されている。実際、ウィルトシャー、バークシャー、テムズ・ヴァレー、イースト・アングリアといった地域では、戦闘と略奪による深刻な被害が確認されている。この間、地元の領主たちが建てた無認可のアダルテリン城と呼ばれる城砦群が各地に乱立し、年代記作家トルニのロベールはその数を1,115と記録したが、別の記述では126ともしており、前者は誇張と見られている。中央集権的な王室貨幣制度も崩壊し、スティーヴンやマティルダ伯妃、地元領主たちがそれぞれ独自に貨幣を鋳造していた。また、王室御用達の狩猟用森林に関する森林法も多くの地域で機能不全に陥っていた。一方、スティーヴンの支配地域である南東部や、アンジュー派の拠点であるグロスターやブリストル周辺は比較的戦火を免れた。北部の領域もスコットランド王デイヴィッド1世によって事実上安定的に統治されていた。とはいえ、スティーヴンの荘園からの収入は、特に1141年以降大きく減少し、新貨幣鋳造に関する王権の影響力も南東部とイースト・アングリアを除いて限定的なものとなった。政庁の中心も次第に南東部にあるウェストミンスターに移り、ウィンチェスターの地位は低下した。
歴史家フランク・バーロウスターが指摘するように、1140年代末には「内戦は終結した」状態にあり、散発的な戦闘を除けば実質的な戦争は収束していた。1147年、グロスター伯ロバートが平穏に死去し、翌1148年にはアンジュー伯妃マティルダが南西イングランドを離れてノルマンディーへ戻った。これにより戦争の勢いはさらに鈍化した。またこの頃、第2回十字軍が勃発したことでワレラン・ド・ボーモンなどのアンジュー派貴族がこれに参加し、数年間戦線を離脱することとなった。多くの貴族たちは、自身の領地と戦時獲得地を確保するために、個別の和平協定を結んでいた。1147年、のちにイングランド王に即位することになるマティルダ伯妃の息子ヘンリー・フィッツエンプレスは、少数の傭兵を率いてイングランドへ小規模な侵攻を行ったが、資金不足のために失敗した。そして意外なことに、スティーヴン王自身が彼らの撤退費用を支払い、無事にノルマンディーへ戻らせた。理由は明らかでないが、一説には親族への礼儀や、和平を模索する布石だったとも言われる。
1149年、ヘンリーは再びイングランドに上陸し、チェスター伯ラヌルフとの北部同盟を結ぼうとした。アンジュー派の計画では、ラヌルフがスコットランドに支配されていたカーライル地方の請求権を放棄する代わりに、ランカスターの所領全域を与えられ、デイヴィッド1世とヘンリー・フィッツエンプレス双方に忠誠を誓うというものであった（ただしヘンリーが上位）。この合意後、両者はスコットランドの支援を受けてヨークを攻撃する計画を立てた。しかしスティーヴンが迅速にヨークへ進軍したため、この計画は崩れ、ヘンリーはノルマンディーへ帰還し、父ジョフロワによりノルマンディー公に任命された。
若きヘンリーは既に有能な指導者としての評価を高めており、1152年にフランス王ルイ7世の元王妃であり美貌で知られていたアリエノール・ダキテーヌと電撃結婚したことで、その名声と権力はさらに増した
戦争終盤、スティーヴンは王家の継承問題に集中するようになった。彼は長男ウスタシュを後継者としたが、年代記によれば、ウスタシュは重税や搾取で悪評を買っていた。次男ギヨーム1世は、非常に裕福な相続人であるイザベル・ド・ワーレンと結婚した。1148年、スティーヴンは王族の墓所としてフェヴァーシャム修道院を建立した。妻マティルドと兄テオバルドはともに1152年に死去した。

### 教会との対立（1145年–1152年）

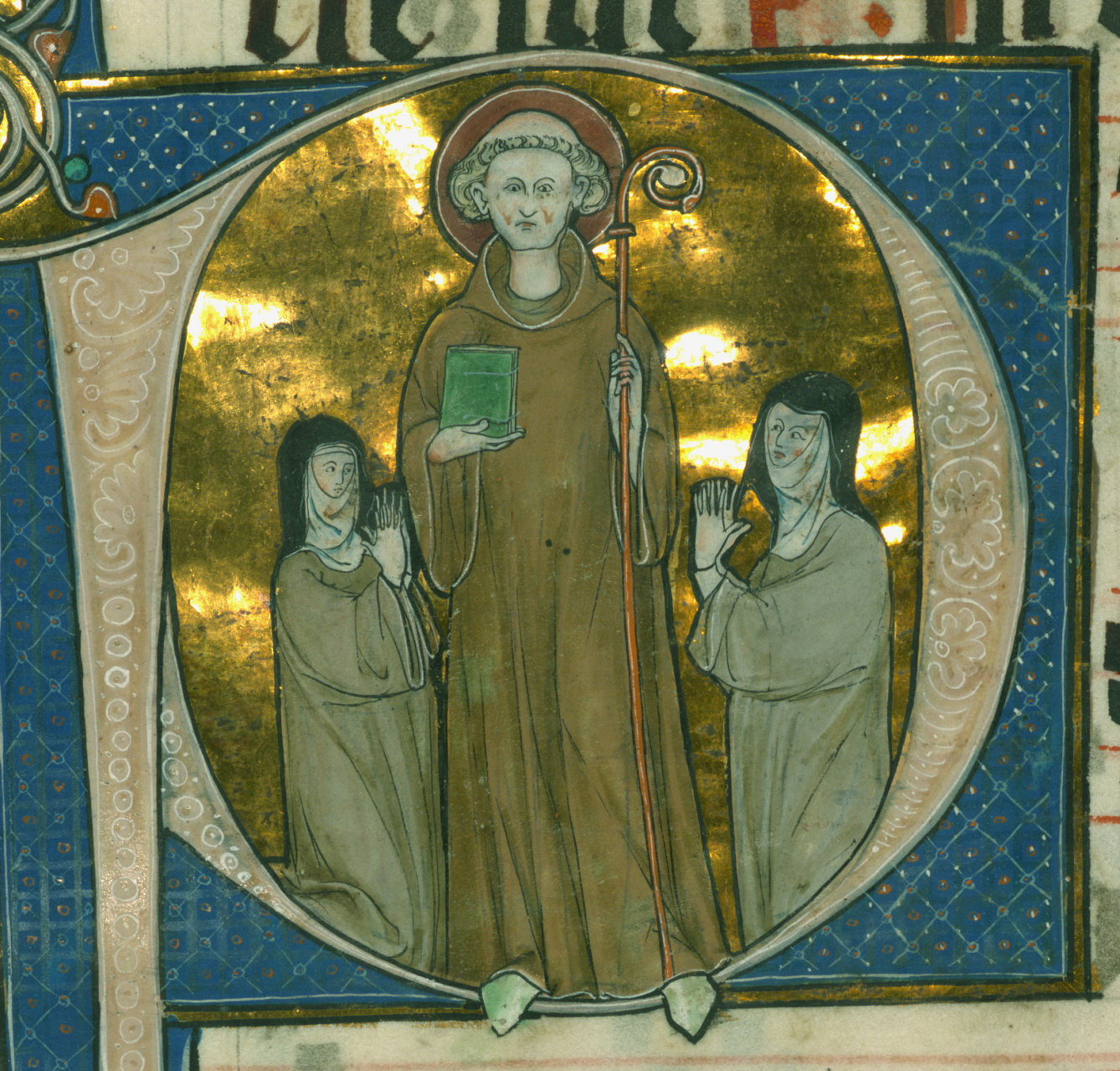
13世紀のクレルヴォーのベルナルドゥス。スティーヴンは彼と教会政策を巡って対立した

スティーヴンと教会の関係は、治世の末期には深刻に悪化していた。教会内部の改革運動は、聖職者の王権からの自立を求めて勢力を拡大しつつあり、新興のシトー会は、従来のクリュニー会を凌ぐ威信を得ていた。対立の発端は1140年のヨーク大司教サースタンの死去にあった。改革派の一団は、シトー会の指導者クレルヴォーのベルナルドゥスの後援のもと、リーヴォーのウィリアム（William of Rievaulx）を新大司教に推したが、スティーヴンとその弟ヘンリー司教はブロワ家の親族を推していた。ヘンリー司教とベルナルドゥスの対立は次第に個人的なものとなり、ヘンリー司教は教皇特使としての権限で甥のウィリアムを1141年に大司教に任命したが、1143年にローマ教皇インノケンティウス2世が死去すると、ベルナルドゥスはローマ教皇に働きかけてこの任命を覆させた。その後、ベルナルドゥスはローマ教皇エウゲニウス3世を説得し、1147年にヘンリー司教の任命を完全に覆してウィリアムを罷免し、代わってヘンリー・マーダックを大司教に任命させた。
スティーヴンは、これがローマ教皇による王権への干渉の前例となることを恐れ激怒し、マーダックの入国を拒否した。さらに、カンタベリー大司教テオバルドが王の許可なく教皇のもとへ相談に行ったことで、スティーヴンは彼の帰国を拒み、その所領を没収した。スティーヴンはまた、シトー会との関係を断ち、兄ヘンリーが所属するクリュニー会に接近するようになった。
一方、長男ウスタシュを正統な後継者として承認させるというスティーヴンの望みは依然として実現していなかった。1147年、スティーヴンはウスタシュをブローニュ伯爵に任命したが、イングランド王位継承は不透明なままだった。スティーヴンの希望は、生前にユーグを戴冠させることだったが、それはフランスでは通例でもイングランドでは異例であり、1143年から1144年の短い期間ローマ教皇を務めたケレスティヌス2世は彼の治世中にその慣習の変更を禁止していた。ウスタシュをイングランド王に戴冠させられる唯一の人物は大司教テオバルドであったが、彼は現教皇エウゲニウス3世の同意なしには戴冠できないと主張し、問題は行き詰まった。1148年末、スティーヴンとテオバルド大司教は一時的な妥協に達し、彼の帰国が許された。1151年にはテオバルドが教皇特使に任命され、権威を高めた。スティーヴンは1152年の復活祭に再びウスタシュの戴冠を試み、貴族たちにウスタシュへの忠誠を誓わせ、大司教と司教団に戴冠を強要した。しかしテオバルドが再度拒否したため、スティーヴンとウスタシュは彼と司教たちを投獄し、戴冠に応じるまで解放しないと脅した。テオバルドは再び亡命し、スティーヴンの騎士に追われながらもフランドルへ逃れた。これはスティーヴンと教会との関係が最も悪化した瞬間であった。

### 条約と和平（1153年–1154年）

1153年のイングランド、ウェールズ、南スコットランドの勢力図。
ヘンリー支配下
スティーヴン支配下
ウェールズ人支配地域
チェスター伯およびレスター伯
スコットランド王デイヴィッド1世

1153年初頭、ヘンリー・フィッツエンプレスは小軍を率いて再びイングランドに上陸し、北部および東部においてチェスター伯ラヌルフ伯やノーフォーク伯ヒュー・ビゴッドの支援を受けた。スティーヴン王側のモームズベリー城はヘンリー軍に包囲され、スティーヴンはこれを救援すべく西方に軍を進めた。王はエイヴォン川沿いで決戦を挑もうとしたが、ヘンリー軍は応じなかった。冬の気配が強まる中、両者は一時休戦し、スティーヴンはロンドンへ戻った。ヘンリーはミッドランズを北上し、この地域の有力貴族レスター伯ロバートがアンジュー派への支持を表明した。軍事的成果は限られたものだったが、この時点でヘンリーとその同盟者は南西部、ミッドランド地方、そしてイングランド北部の大部分を掌握していた。
その夏、スティーヴンはアンジュー派の主要拠点であるウォリングフォード城を陥落させるべく包囲網を強化した。陥落が目前に迫ったなか、ヘンリーは包囲解除を目指して南下し、少数兵を率いてスティーヴン軍を逆に包囲した。これを聞いたスティーヴンはオックスフォードから大軍を率いて到着し、両軍はウォリングフォードのテムズ川を挟んで対峙した。この時点では、両陣営の諸侯が本格的な戦闘を避けたがっていたようである。結果として戦闘は回避され、聖職者たちの仲介によりウォリングフォード条約が結ばれた。この和平はスティーヴンにもヘンリーにも不本意なものであった。
ウォリングフォードでの条約締結後、スティーヴンとヘンリーは非公式に会談を行い、戦争終結の可能性を話し合った。スティーヴンの息子ウスタシュはこの和解に激怒し、父の元を離れて資金調達のためにケンブリッジに戻ったが、翌月に急死した。ウスタシュという明白な王位継承者の死は、和平を望む者にとっては政治的に都合のよい展開だった。ただし、スティーヴン自身が既にウスタシュの継承を見送る意向だった可能性もある。歴史家エドマンド・キングは、ウォリングフォードでの協議でウスタシュの継承権に言及がなかったことを指摘しており、それが彼の怒りの一因となったかもしれないと述べている。
和平後も戦闘は小規模ながら継続し、スティーヴンは東部でヒュー・ビゴッドと戦っていた間にオックスフォードとスタンフォードをヘンリーに奪われたが、ノッティンガム城は陥落を免れた。その間、スティーヴンの弟ヘンリー司教とカンタベリー大司教テオバルドは、和平を推進すべく連携し、スティーヴンに和解を迫った。最終的に、両軍はウィンチェスターで再会し、両首脳によって恒久的和平条約が締結された。スティーヴンはウィンチェスター条約をウィンチェスター大聖堂で発表し、ヘンリー・フィッツエンプレスを自身の養子かつ後継者として認めた。その見返りとして、ヘンリーはスティーヴンに忠誠を誓った。スティーヴンはヘンリーの助言を受けることに同意したが、王権は保持したままだった。スティーヴンの次男ギヨームはヘンリーに臣従し、王位継承権を放棄する代わりに領地の保障を受けた。主要な王室城砦は保証人を通じてヘンリーの管理下に置かれ、スティーヴンもヘンリーの城へ出入りすることが許された。また、多数の外国人傭兵は解散され帰国することとなった。スティーヴンとヘンリーは、和平の証として大聖堂で平和の接吻を交わした。

## 死
スティーヴンがヘンリー・フィッツエンプレスを後継者として認めた決定は、当時の段階では必ずしも内戦の最終的な解決策とは見なされていなかった。新貨幣の発行や行政改革が進められてはいたが、スティーヴンがその後も長く生きる可能性は十分にあり、対するヘンリーの大陸での立場も決して安定していたとは言えなかった。スティーヴンの息子ギヨームは1153年時点では王位継承を争う用意がなかったが、数年後には情勢が変わる可能性もあった。実際、1154年にはギヨームがヘンリーを暗殺しようとしているという噂が広まっていた。歴史家グレアム・ホワイトは、ウィンチェスター条約を「不安定な和平」と評しており、1153年末の情勢が依然として不確実かつ予測困難であったという現代歴史家の見解を反映している。
実際、多くの問題は依然として未解決のままであった。例えば、長引いた内戦後の王権の地方への再確立、また、争奪された土地や所領をどの諸侯が支配すべきかという複雑な問題も残されたままであった。スティーヴンは1154年初頭から精力的に動き始め、国内を広く巡行した。南西イングランドに対して再び王令（writ）を発行し、またヨークでは大規模な王廷を開催し、北部の諸侯に王権の再確立を印象付けようとした。しかし1154年の夏の巡行を終えた後、スティーヴンはドーバーを訪れフランドル伯ティエリー・ダルザスと面会した。この頃、スティーヴンはすでに病を患い、家族問題の整理を進めていたと見る歴史家もいる。スティーヴンは腹の病を患い、同年10月25日に地元の修道院で死去した。遺体は妻マティルダおよび息子ウスタシュとともに、フェヴァーシャム修道院に埋葬された。

## 遺産

### その後
スティーヴンの死後、ヘンリー・フィッツエンプレス（ヘンリー2世）がイングランド王として即位した。ヘンリー2世は内戦の混乱の後に王権を積極的に再建し、城砦の解体や収入の増加を進めたが、これらの動きのいくつかはスティーヴンの治世下でもすでに始まっていた。ヘンリーによる城砦の破壊はかつて考えられていたほど劇的ではなく、王室収入が回復された一方で、イングランドの経済構造そのものは両者の統治下で大きな変化はなかった。スティーヴンの息子ブローニュ伯ギヨーム1世は、ヘンリーからサリー伯としての地位を認められ、新体制下でも栄華を極めたが、時に両者の間には緊張も生じた。スティーヴンの娘マリー・ド・ブローニュも父の死後まで生き残っていた。彼女は父によって修道院に入れられていたが、死後に修道院を離れ結婚している。スティーヴンの次男ボードゥアンと次女マティルダは1147年以前に死亡しており、共にホーリー・トリニティ修道院に埋葬された。また、スティーヴンには愛妾ダメットとの間に庶子が3人いたとされ、ジェルヴァース、ラルフ、アメリックが知られている。ジェルヴァースは1138年に修道院長となったが、父の死後1157年にヘンリーにより解任され、その直後に死去した。

### 歴史叙述

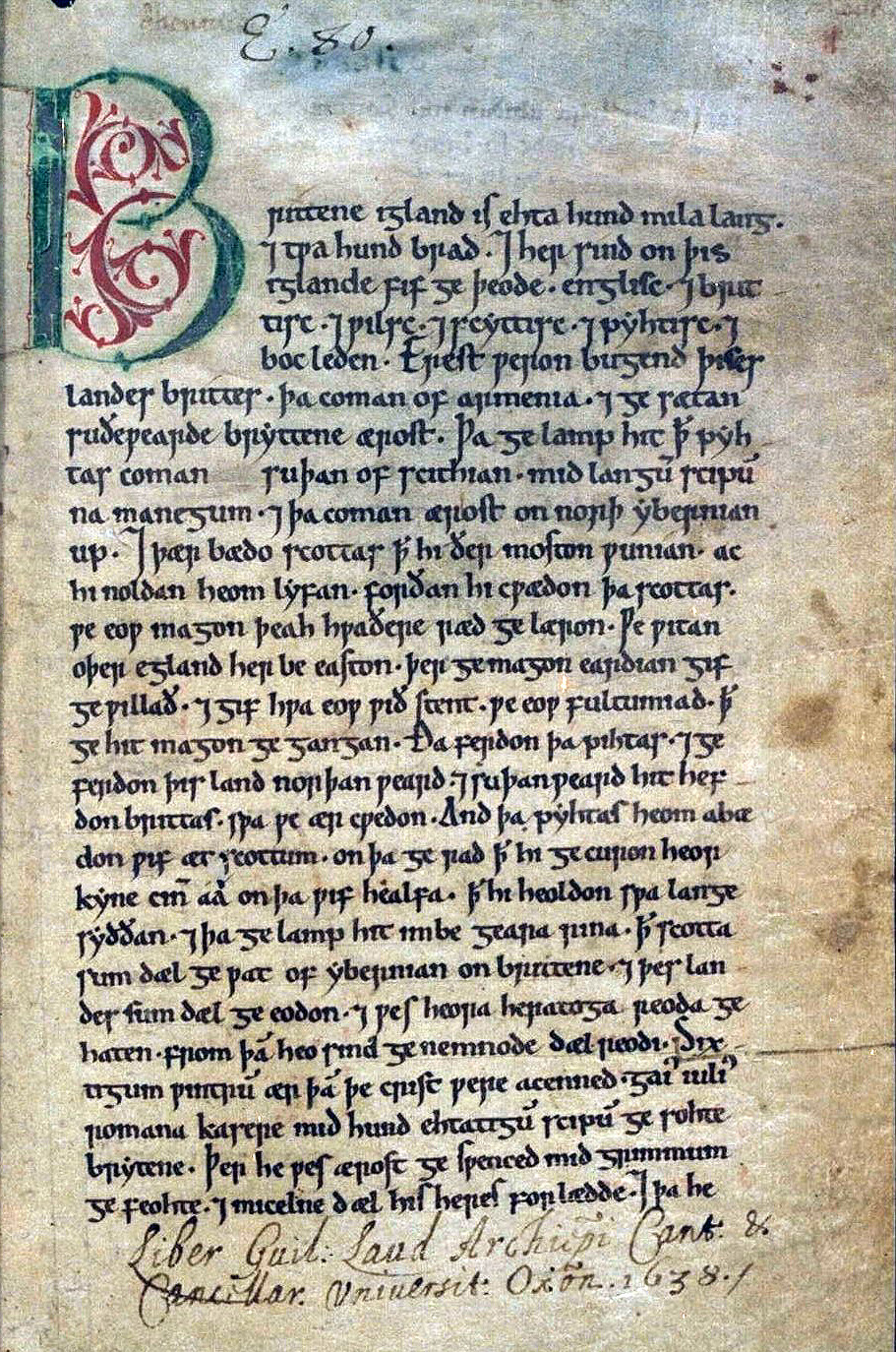
『アングロ・サクソン年代記』のピーターバラ写本。1150年頃に書かれ、スティーヴンの治世を記述している

スティーヴン治世の現代歴史学の多くは、12世紀中頃の年代記による記録に基づいており、当時の詳細な記録が残されている。ただし、これらの年代記には地域的な偏向が存在する。代表的な年代記としては、南西部で書かれた『スティーヴンの事績（en:Gesta Stephani）』や、マームズベリーのウィリアムによる『新しい歴史　（Historia Novella）』がある。ノルマンディーではオルデリック・ヴィターリスが『教会史』を書き、1141年までの時代をカバーし、以降の時代はトリニーのロベールが記述している。イングランド東部のハンティンドンのヘンリーは『イングランドの歴史（Historia Anglorum）』を執筆し、地域的な視点からスティーヴンの治世を記している。『アングロ・サクソン年代記』は当時すでに衰退期にあったが、「無政府時代（the Anarchy）」における混乱の様子を鮮烈に伝えている。多くの年代記はスティーヴン、グロスター伯ロバート、その他の主要人物に対して明確な偏見を持っており、たとえばソールズベリーのジョンのように、カンタベリー大司教との対立を受けてスティーヴンを暴君として描いた者もいれば、ダラムの聖職者たちのように、スティーヴンをスコットランド撃退の英雄として讃えた者もいた。ヘンリー2世の治世下に書かれた後世の年代記では、より否定的な評価が目立つ。たとえばウォルター・マップはスティーヴンを「優れた騎士だが、他の面ではほとんど愚者」と評している。スティーヴンの治世下で発行された多数の勅許状は、当時の情勢や日常的な出来事を記録しており、現代の歴史家にとって貴重な史料となっている。
ヴィクトリア朝期に興ったウィッグ史観の伝統では、イングランドの中世政治・経済が漸進的かつ普遍的に発展したとされてきた。は1874年の著書『イングランド憲政史』においてスティーヴンの治世を扱い、この時代への関心を高めた。スタッブズの生徒であるジョン・ホレス・ラウンドは、この時代を「無政府時代（the Anarchy）」と名付けた。この用語は批判もあるものの、現在でも使用されている。また、F・W・メイトランドはスティーヴンの治世をイングランド法制度の転換点と捉え、「封臣制度の危機（tenurial crisis）」という概念を提唱した.
スティーヴンは現代においても人気の研究対象であり、歴史家デイヴィッド・クラウチは「ジョン王の次に多く論じられている中世イングランド王である」と述べている。現代歴史家の間ではスティーヴンへの評価は分かれている。R・H・C・デイヴィスは、行動的かつ親しみやすく有能な野戦指揮官である一方、「表面の下には猜疑心とずる賢さ」があり、戦略的判断力に乏しい弱い王であったとする影響力ある伝記を残している。同様に、デイヴィッド・クラウチも、政策判断の拙さや外交の失敗によるノルマンディーの喪失が、内戦での敗北に繋がったと述べている。一方、エドマンド・キングはやや肯定的に描いており、スティーヴンを我慢強く、敬虔で、親しみやすい指導者とする一方、しばしば妻マティルダや兄ヘンリーといった他者に依存していたとも評価している。歴史家キース・ストリンガーは、スティーヴンの失敗は彼個人の資質ではなく、ノルマン国家への外的圧力によるものだと擁護している。

### 大衆文化における描写

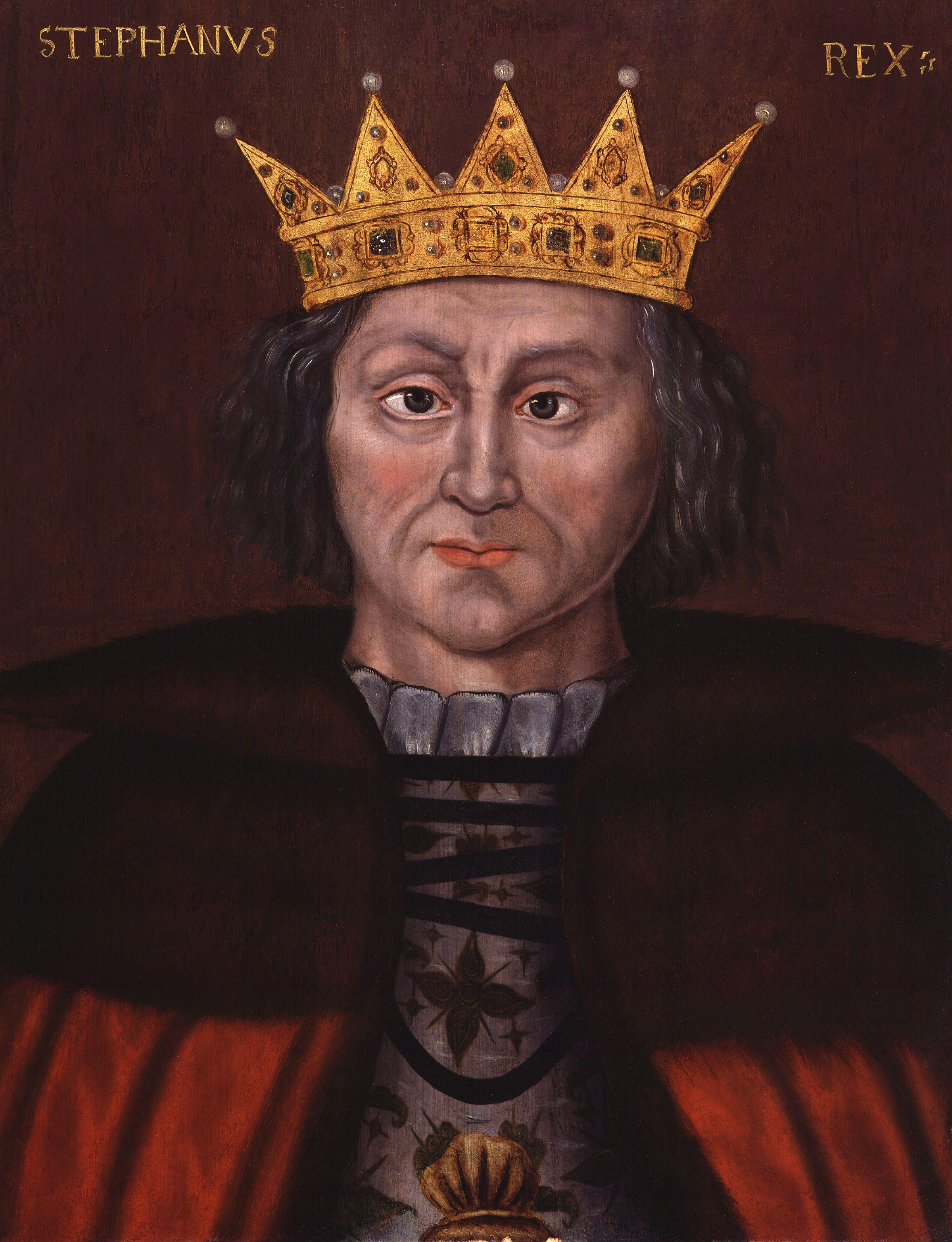
1620年頃に描かれたスティーヴン

スティーヴンとその治世は、歴史小説にも断続的に登場している。彼とその支持者たちは、エリス・ピーターズの歴史ミステリー『修道士カドフェル』シリーズ（1137年–1145年）に登場する。ピーターズは、スティーヴンの治世をシュルーズベリーを中心とした地域史として描いており、彼を寛容かつ理性的な統治者として描写している。ただし、1138年のシュルーズベリー陥落後に防衛側を処刑した点では批判的な描写もある。これに対して、ケン・フォレットの歴史小説『大聖堂』およびそのテレビドラマ版では、スティーヴンは否定的に描かれている。

## 子女
スティーヴン王は1125年にマティルド・ド・ブローニュと結婚した。夫妻の間には5人の子がいた。
1. ボールドウィン（1135年以前に死去）
2. マティルダ（1141年以前に死去） — 幼少期にワレラン・ド・ボーモン（英語版）と婚約。
3. ウスタシュ（1130年頃 – 1153年） — 1146年から1153年までブローニュ伯を治めた。
4. ギヨーム（1135年頃 – 1159年） — 1153年から1159年までブローニュを治めた。
5. マリー（およそ1136年 – 1182年） — 1159年から1182年までブローニュ女伯を治めた。

また、スティーヴンには愛妾ダメットとの間に以下の庶子がいた。
1. ジェルヴァース（英語版）
2. ラルフ （Ralph）
3. アモーリー（Amalric）